# Olympische Sommerspiele 2024/Leichtathletik/Qualifikation
Dieser Artikel beschreibt die Qualifikation für die Leichtathletikwettkämpfe der Olympischen Spiele 2024 in Paris. Die Qualifikation begann für manche Disziplinen im November 2022 und dauerte bis Juni 2024.
Da World Athletics aufgrund des russischen Doping-Skandals sowie des Russisch-Ukrainischen Krieges weiterhin belarussischen und russischen Athleten verbietet, an internationalen Wettkämpfen teilzunehmen, werden keine Athleten aus diesen Ländern teilnehmen. In anderen Sportarten dürfen Athleten aus diesen Nationen unter strengen Auflagen als Individuelle Neutrale Athleten antreten.

## Qualifikationskriterien
Von jeder Nation dürfen maximal 3 Athleten in einem Wettkampf antreten, vorausgesetzt, dass diese im Qualifikationszeitraum die Olympianorm erreicht haben. In den Staffelwettkämpfen darf jede Nation pro Wettkampf nur eine Staffel stellen. Ohne Berücksichtigung der Qualifikationszeiten ist es jeder Nation erlaubt, einen Athleten pro Geschlecht zu entsenden. Hierdurch wird gewährleistet, dass jedes Land mindestens zwei Athleten bei den Spielen stellen kann.
Das Qualifikationssystem für die Spiele 2024 übernimmt größtenteils den Modus der Spiele 2020, das in erster Linie eine Qualifikation über die Weltrangliste darstellt. World Athletics gibt weiterhin Normen bekannt, diese sind jedoch ausschließlich für die Qualifikation von Athleten mit sehr guten Leistungen vorgesehen, die sich nicht über die Weltrangliste qualifizieren konnten. Die Anzahl der Athleten pro Wettkampf ist begrenzt. Die Anzahl der Quotenplätze variieren von 24 Athleten für die Mehrkämpfe bis hin zu 80 Athleten für die Marathonläufe. Die Weltrangliste von World Athletics basiert auf einem Durchschnittswert der fünf besten Ergebnisse des jeweiligen Athleten während des Qualifikationszeitraums. Die Ergebnisse werden dabei unterschiedlich je nach Wichtigkeit der Veranstaltung gewichtet.
Die Qualifikationsperiode für den Marathon läuft vom 1. November 2022 bis zum 30. April 2024. Der Qualifikationszeitraum für das Rennen über 10.000 Meter sowie die Wettkämpfe im und Mehrkämpfe sowie Staffelbewerben und die Gehbewerbe ist vom 31. Dezember 2022 bis zum 30. Juni 2024. Die Qualifikation für die restlichen Wettkämpfe erfolgt vom 1. Juli 2023 bis zum 30. Juni 2024.
Für die Staffeln gibt es pro Wettkampf 16 Quotenplätze. Die besten 14 Staffeln der World Athletics Relays 2024 erhalten einen Quotenplatz. Die restlichen Quotenplätze werden nach der Weltrangliste am Stichtag 30. Juni 2024 vergeben.
Sollten sich aus einem Land mehr als drei Athleten für einen Wettkampf qualifizieren, liegt die Entscheidung beim jeweiligen Nationalen Olympischen Komitee, welche dieser Athleten die drei Startplätze in Anspruch nehmen werden.
Um teilnehmen zu können, müssen Athleten vor dem 1. Januar 2009 geboren sein. Athleten, die 2007 oder 2008 geboren wurden, dürfen nicht in einem der folgenden Wettkämpfe teilnehmen: Diskus-, Hammer- und Speerwurf, Kugelstoßen, 10.000 Meter, Marathon, Sieben- und Zehnkampf sowie 20-km-Gehen. Athleten, die 2005 und 2006 geboren wurden, sind außerdem vom Marathon ausgeschlossen.
World Athletics hat folgende Olympianormen vorgegeben:
| Männer            | Männer                                              | Frauen            | Frauen                                              |
| Wettbewerb        | Olympianorm                                         | Wettbewerb        | Olympianorm                                         |
| ----------------- | --------------------------------------------------- | ----------------- | --------------------------------------------------- |
| 100 m             | 10,00 s                                             | 100 m             | 11,07 s                                             |
| 200 m             | 20,16 s                                             | 200 m             | 22,57 s                                             |
| 400 m             | 45,00 s                                             | 400 m             | 50,95 s                                             |
| 800 m             | 1:44,70 min                                         | 800 m             | 1:59,30 min                                         |
| 1500 m            | 3:33,50 min                                         | 1500 m            | 4:02,50 min                                         |
| 5000 m            | 13:05,00 min                                        | 5000 m            | 14:52,00 min                                        |
| 10.000 m          | 27:00,00 min                                        | 10.000 m          | 30:40,00 min                                        |
| 110 m Hürden      | 13,27 s                                             | 100 m Hürden      | 12,77 s                                             |
| 400 m Hürden      | 48,70 s                                             | 400 m Hürden      | 54,85 s                                             |
| 3000 m Hindernis  | 8:15,00 min                                         | 3000 m Hindernis  | 9:23,00 min                                         |
| 20 km Gehen       | 1:20:10 h                                           | 20 km Gehen       | 1:29:20 h                                           |
| Marathon          | 2:08:10 h                                           | Marathon          | 2:26:50 h                                           |
| Hochsprung        | 2,33 m                                              | Hochsprung        | 1,97 m                                              |
| Stabhochsprung    | 5,82 m                                              | Stabhochsprung    | 4,73 m                                              |
| Weitsprung        | 8,27 m                                              | Weitsprung        | 6,86 m                                              |
| Dreisprung        | 17,22 m                                             | Dreisprung        | 14,55 m                                             |
| Kugelstoßen       | 21,50 m                                             | Kugelstoßen       | 18,80 m                                             |
| Diskuswurf        | 67,20 m                                             | Diskuswurf        | 64,50 m                                             |
| Hammerwurf        | 78,20 m                                             | Hammerwurf        | 74,00 m                                             |
| Speerwurf         | 85,50 m                                             | Speerwurf         | 64,00 m                                             |
| Zehnkampf         | 8460 Punkte                                         | Siebenkampf       | 6480 Punkte                                         |
| 4 × 100 m Staffel | Top 14 der WA Relays 2024 & Top 2 der Weltrangliste | 4 × 100 m Staffel | Top 14 der WA Relays 2024 & Top 2 der Weltrangliste |
| 4 × 400 m Staffel | Top 14 der WA Relays 2024 & Top 2 der Weltrangliste | 4 × 400 m Staffel | Top 14 der WA Relays 2024 & Top 2 der Weltrangliste |

## Laufen

### Männer

#### 100 m
| Olympianorm              | Plätze | Nation                   | Qualifizierte Athleten                        |
| ------------------------ | ------ | ------------------------ | --------------------------------------------- |
| 10,00 s                  | 3      | Großbritannien           | Jeremiah Azu Louie Hinchliffe Zharnel Hughes  |
| 10,00 s                  | 3      | Jamaika                  | Ackeem Blake Oblique Seville Kishane Thompson |
| 10,00 s                  | 3      | Vereinigte Staaten       | Kenneth Bednarek Fred Kerley Noah Lyles       |
| 10,00 s                  | 2      | Brasilien                | Felipe Bardi Erik Cardoso                     |
| 10,00 s                  | 2      | Italien                  | Chituru Ali Marcell Jacobs                    |
| 10,00 s                  | 2      | Kanada                   | Andre De Grasse Brendon Rodney                |
| 10,00 s                  | 2      | Kolumbien                | Ronal Longa Jhonny Rentería                   |
| 10,00 s                  | 2      | Kuba                     | Reynaldo Espinosa Shainer Rengifo Montoya     |
| 10,00 s                  | 2      | Nigeria                  | Favour Ashe Godson Oghenebrume                |
| 10,00 s                  | 1      | Antigua und Barbuda      | Cejhae Greene                                 |
| 10,00 s                  | 1      | Botswana                 | Letsile Tebogo                                |
| 10,00 s                  | 1      | Deutschland              | Owen Ansah                                    |
| 10,00 s                  | 1      | Japan                    | Abdul Hakim Sani Brown                        |
| 10,00 s                  | 1      | Kamerun                  | Emmanuel Eseme                                |
| 10,00 s                  | 1      | Kenia                    | Ferdinand Omanyala                            |
| 10,00 s                  | 1      | Liberia                  | Emmanuel Matadi                               |
| 10,00 s                  | 1      | Südafrika                | Akani Simbine                                 |
| 10,00 s                  | 0      | Suriname                 | Issam Asinga (Dopingsperre)                   |
| World Athletics Rankings | 2      | Bahamas                  | Wanya McCoy Terrence Jones                    |
| World Athletics Rankings | 2      | Ghana                    | Benjamin Azamati Abdul-Rasheed Saminu         |
| World Athletics Rankings | 2      | Japan                    | Akihiro Higashida Ryūichirō Sakai             |
| World Athletics Rankings | 2      | Südafrika                | Shaun Maswanganyi Benjamin Richardson         |
| World Athletics Rankings | 1      | Australien               | Rohan Browning                                |
| World Athletics Rankings | 1      | Brasilien                | Paulo André de Oliveira                       |
| World Athletics Rankings | 1      | Britische Jungferninseln | Rikkoi Brathwaite                             |
| World Athletics Rankings | 1      | China                    | Xie Zhenye                                    |
| World Athletics Rankings | 1      | Dänemark                 | Simon Hansen                                  |
| World Athletics Rankings | 1      | Deutschland              | Joshua Hartmann                               |
| World Athletics Rankings | 1      | Dominikanische Republik  | José González                                 |
| World Athletics Rankings | 1      | Elfenbeinküste           | Arthur Cissé                                  |
| World Athletics Rankings | 1      | Guyana                   | Emanuel Archibald                             |
| World Athletics Rankings | 1      | Iran                     | Hassan Taftian                                |
| World Athletics Rankings | 1      | Kanada                   | Aaron Brown                                   |
| World Athletics Rankings | 1      | Nigeria                  | Usheoritse Itsekiri                           |
| World Athletics Rankings | 1      | Oman                     | Ali Anwar Ali al-Balushi                      |
| World Athletics Rankings | 1      | Österreich               | Markus Fuchs                                  |
| World Athletics Rankings | 1      | Polen                    | Oliwer Wdowik                                 |
| World Athletics Rankings | 1      | Schweden                 | Henrik Larsson                                |
| World Athletics Rankings | 1      | Thailand                 | Puripol Boonson                               |
| World Athletics Rankings | 1      | Trinidad und Tobago      | Devin Augustine                               |
| World Athletics Rankings | 1      | Türkei                   | Kayhan Özer                                   |
| Universalstartplatz      | 1      | Äquatorialguinea         | Remigio Santander Villarubia                  |
| Universalstartplatz      | 1      | Belize                   | Shaun Gill                                    |
| Universalstartplatz      | 1      | Indonesien               | Lalu Muhammad Zohri                           |
| Universalstartplatz      | 1      | Irak                     | Taha Hussein Yaseen                           |
| Universalstartplatz      | 1      | Jemen                    | Samer al-Yafaee                               |
| Universalstartplatz      | 1      | Libyen                   | Ahmed Essabai                                 |
| Universalstartplatz      | 1      | Malaysia                 | Muhd Azeem Fahmi                              |
| Universalstartplatz      | 1      | Malediven                | Ibadulla Adam                                 |
| Universalstartplatz      | 1      | Malta                    | Beppe Grillo                                  |
| Universalstartplatz      | 1      | Tonga                    | Maleselo Fukofuka                             |
| Universalstartplatz      | 1      | Tuvalu                   | Karalo Maibuca                                |
| Einladungstartplatz      | 1      | Refugee Olympic Team     | Dorian Keletela                               |
| Gesamt                   | 56     |                          |                                               |

#### 200 m
| Olympianorm              | Plätze | Nation                  | Qualifizierte Athleten                             |
| ------------------------ | ------ | ----------------------- | -------------------------------------------------- |
| 20,16 s                  | 3      | Kanada                  | Aaron Brown Andre De Grasse Brendon Rodney         |
| 20,16 s                  | 3      | Südafrika               | Luxolo Adams Shaun Maswanganyi Benjamin Richardson |
| 20,16 s                  | 3      | Vereinigte Staaten      | Kenneth Bednarek Erriyon Knighton Noah Lyles       |
| 20,16 s                  | 2      | Jamaika                 | Andrew Hudson Bryan Levell                         |
| 20,16 s                  | 2      | Simbabwe                | Makanakaishe Charamba Tapiwanashe Makarawu         |
| 20,16 s                  | 1      | Bahamas                 | Wanya McCoy                                        |
| 20,16 s                  | 1      | Botswana                | Letsile Tebogo                                     |
| 20,16 s                  | 1      | China                   | Xie Zhenye                                         |
| 20,16 s                  | 1      | Deutschland             | Joshua Hartmann                                    |
| 20,16 s                  | 1      | Dominikanische Republik | Alexander Ogando                                   |
| 20,16 s                  | 1      | Elfenbeinküste          | Cheickna Traoré                                    |
| 20,16 s                  | 1      | Frankreich              | Pablo Matéo                                        |
| 20,16 s                  | 0      | Ghana                   | Abdul-Rasheed Saminu                               |
| 20,16 s                  | 1      | Großbritannien          | Zharnel Hughes                                     |
| 20,16 s                  | 1      | Italien                 | Filippo Tortu                                      |
| 20,16 s                  | 1      | Liberia                 | Joseph Fahnbulleh                                  |
| 20,16 s                  | 1      | Nigeria                 | Udodi Onwuzurike                                   |
| 20,16 s                  | 1      | Trinidad und Tobago     | Jereem Richards                                    |
| 20,16 s                  | 1      | Uganda                  | Tarsis Orogot                                      |
| World Athletics Rankings | 3      | Japan                   | Towa Uzawa Koki Ueyama Shōta Iizuka                |
| World Athletics Rankings | 3      | Schweiz                 | William Reais Timothé Mumenthaler Felix Svensson   |
| World Athletics Rankings | 3      | Tschechien              | Eduard Kubelík Ondřej Macík Tomáš Němejc           |
| World Athletics Rankings | 2      | Italien                 | Fausto Desalu Diego Pettorossi                     |
| World Athletics Rankings | 1      | Australien              | Calab Law                                          |
| World Athletics Rankings | 1      | Bahamas                 | Ian Kerr                                           |
| World Athletics Rankings | 1      | Brasilien               | Renan Gallina                                      |
| World Athletics Rankings | 1      | Chinesisch Taipeh       | Yang Chun-han                                      |
| World Athletics Rankings | 1      | Dominikanische Republik | José González                                      |
| World Athletics Rankings | 1      | Frankreich              | Ryan Zézé                                          |
| World Athletics Rankings | 1      | Israel                  | Blessing Afrifah                                   |
| World Athletics Rankings | 1      | Panama                  | Alonso Edward                                      |
| World Athletics Rankings | 1      | Paraguay                | César Almirón                                      |
| World Athletics Rankings | 1      | Polen                   | Albert Komański                                    |
| World Athletics Rankings | 1      | Schweden                | Erik Erlandsson                                    |
| Gesamt                   | 48     |                         |                                                    |

#### 400 m
| Olympianorm              | Plätze | Nation                  | Qualifizierte Athleten                         |
| ------------------------ | ------ | ----------------------- | ---------------------------------------------- |
| 45,00 s                  | 3      | Botswana                | Collen Kebinatshipi Bayapo Ndori Leungo Scotch |
| 45,00 s                  | 3      | Jamaika                 | Sean Bailey Rusheen McDonald Deandre Watkin    |
| 45,00 s                  | 2      | Südafrika               | Zakithi Nene Wayde van Niekerk Lythe Pillay    |
| 45,00 s                  | 3      | Vereinigte Staaten      | Quincy Hall Michael Norman Christopher Bailey  |
| 45,00 s                  | 2      | Belgien                 | Alexander Doom Jonathan Sacoor                 |
| 45,00 s                  | 2      | Brasilien               | Lucas Carvalho Matheus Lima Alison dos Santos  |
| 45,00 s                  | 2      | Großbritannien          | Charlie Dobson Matthew Hudson-Smith            |
| 45,00 s                  | 2      | Japan                   | Fuga Satō Kentarō Satō                         |
| 45,00 s                  | 2      | Nigeria                 | Emmanuel Bamidele Samuel Ogazi Chidi Okezie    |
| 45,00 s                  | 1      | Argentinien             | Elián Larregina                                |
| 45,00 s                  | 1      | Australien              | Reece Holder                                   |
| 45,00 s                  | 1      | Bahamas                 | Steven Gardiner                                |
| 45,00 s                  | 1      | Deutschland             | Jean Paul Bredau                               |
| 45,00 s                  | 1      | Dominikanische Republik | Alexander Ogando                               |
| 45,00 s                  | 1      | Grenada                 | Kirani James                                   |
| 45,00 s                  | 1      | Italien                 | Luca Sito                                      |
| 45,00 s                  | 1      | Kanada                  | Christopher Morales Williams                   |
| 45,00 s                  | 1      | Kenia                   | Zablon Ekhal Ekwam                             |
| 45,00 s                  | 1      | Niederlande             | Liemarvin Bonevacia                            |
| 45,00 s                  | 1      | Norwegen                | Håvard Bentdal Ingvaldsen                      |
| 45,00 s                  | 1      | Portugal                | João Coelho                                    |
| 45,00 s                  | 1      | Sambia                  | Muzala Samukonga                               |
| 45,00 s                  | 1      | St. Lucia               | Michael Joseph                                 |
| 45,00 s                  | 1      | Trinidad und Tobago     | Jereem Richards                                |
| 45,00 s                  | 1      | Ukraine                 | Oleksandr Pohorilko                            |
| 45,00 s                  | 1      | Ungarn                  | Attila Molnár                                  |
| World Athletics Rankings | 1      | Belgien                 | Dylan Borlée                                   |
| World Athletics Rankings | 1      | Frankreich              | Gilles Biron                                   |
| World Athletics Rankings | 1      | Italien                 | Davide Re                                      |
| World Athletics Rankings | 1      | Japan                   | Yuki Joseph Nakajima                           |
| World Athletics Rankings | 1      | Katar                   | Ammar Ismail Yahia Ibrahim                     |
| World Athletics Rankings | 1      | Schweiz                 | Lionel Spitz                                   |
| World Athletics Rankings | 1      | Senegal                 | Cheikh Tidiane Diouf                           |
| World Athletics Rankings | 1      | Sri Lanka               | Aruna Dharshana                                |
| World Athletics Rankings | 1      | Tschechien              | Matěj Krsek                                    |
| Gesamt                   | 48     |                         |                                                |

#### 800 m
| Olympianorm              | Plätze | Nation                         | Qualifizierte Athleten                             |
| ------------------------ | ------ | ------------------------------ | -------------------------------------------------- |
| 1:44,70 min              | 3      | Algerien                       | Mohamed Ali Gouaned Slimane Moula Djamel Sedjati   |
| 1:44,70 min              | 3      | Australien                     | Peter Bol Peyton Craig Joseph Deng                 |
| 1:44,70 min              | 3      | Belgien                        | Eliott Crestan Pieter Sisk Tibo De Smet            |
| 1:44,70 min              | 3      | Frankreich                     | Corentin Le Clezio Benjamin Robert Gabriel Tual    |
| 1:44,70 min              | 3      | Großbritannien                 | Max Burgin Ben Pattison Jake Wightman              |
| 1:44,70 min              | 3      | Kenia                          | Koitatoi Kidali Wyclife Kinyamal Emmanuel Wanyonyi |
| 1:44,70 min              | 3      | Spanien                        | Mohamed Attaoui Adrián Ben Josué Canales           |
| 1:44,70 min              | 3      | Vereinigte Staaten             | Bryce Hoppel Hobbs Kessler Brandon Miller          |
| 1:44,70 min              | 2      | Botswana                       | Kethobogile Haingura Tshepiso Masalela             |
| 1:44,70 min              | 2      | Italien                        | Simone Barontini Catalin Tecuceanu                 |
| 1:44,70 min              | 1      | Irland                         | Mark English                                       |
| 1:44,70 min              | 1      | Jamaika                        | Navasky Anderson                                   |
| 1:44,70 min              | 1      | Kanada                         | Marco Arop                                         |
| 1:44,70 min              | 1      | Katar                          | Abubaker Haydar Abdalla                            |
| 1:44,70 min              | 1      | Marokko                        | Abdelati el-Guesse                                 |
| 1:44,70 min              | 1      | Neuseeland                     | James Preston                                      |
| 1:44,70 min              | 1      | Nigeria                        | Edose Ibadin                                       |
| 1:44,70 min              | 1      | Norwegen                       | Tobias Grønstad                                    |
| 1:44,70 min              | 1      | Polen                          | Mateusz Borkowski                                  |
| 1:44,70 min              | 1      | Schweden                       | Andreas Kramer                                     |
| 1:44,70 min              | 1      | Südafrika                      | Edmund du Plessis                                  |
| 1:44,70 min              | 1      | Venezuela                      | José Antonio Maita                                 |
| World Athletics Rankings | 1      | Botswana                       | Tumo Nkape                                         |
| World Athletics Rankings | 1      | Mexiko                         | Jesús Tonatiú López                                |
| World Athletics Rankings | 1      | Niederlande                    | Ryan Clarke                                        |
| World Athletics Rankings | 1      | Tschechien                     | Jakub Dudycha                                      |
| World Athletics Rankings | 1      | Uganda                         | Tom Dradriga                                       |
| Universalstartplatz      | 1      | Cookinseln                     | Alex Beddoes                                       |
| Universalstartplatz      | 1      | Dominica                       | Dennick Luke                                       |
| Universalstartplatz      | 1      | St. Vincent und die Grenadinen | Handal Roban                                       |
| Einladungstartplatz      | 1      | Refugee Olympic Team           | Musa Suliman                                       |
| Gesamt                   | 48     |                                |                                                    |

#### 1500 m
| Olympianorm              | Plätze | Nation             | Qualifizierte Athleten                                   |
| ------------------------ | ------ | ------------------ | -------------------------------------------------------- |
| 3:33,50 min              | 3      | Australien         | Oliver Hoare Stewart McSweyn Adam Spencer                |
| 3:33,50 min              | 3      | Großbritannien     | Neil Gourley Josh Kerr George Mills                      |
| 3:33,50 min              | 3      | Kenia              | Reynold Kipkorir Cheruiyot Timothy Cheruiyot Brian Komen |
| 3:33,50 min              | 3      | Vereinigte Staaten | Cole Hocker Hobbs Kessler Yared Nuguse                   |
| 3:33,50 min              | 2      | Äthiopien          | Abdisa Fayisa Samuel Tefera                              |
| 3:33,50 min              | 2      | Belgien            | Ruben Verheyden Jochem Vermeulen                         |
| 3:33,50 min              | 2      | Frankreich         | Maël Gouyette Azeddine Habz                              |
| 3:33,50 min              | 2      | Norwegen           | Jakob Ingebrigtsen Narve Gilje Nordås                    |
| 3:33,50 min              | 2      | Spanien            | Adrián Ben Mario García Adel Mechaal                     |
| 3:33,50 min              | 1      | Deutschland        | Robert Farken                                            |
| 3:33,50 min              | 1      | Irland             | Andrew Coscoran                                          |
| 3:33,50 min              | 1      | Italien            | Pietro Arese                                             |
| 3:33,50 min              | 1      | Kanada             | Charles Philibert-Thiboutot                              |
| 3:33,50 min              | 1      | Marokko            | Anass Essayi                                             |
| 3:33,50 min              | 1      | Neuseeland         | Samuel Tanner                                            |
| 3:33,50 min              | 1      | Niederlande        | Niels Laros                                              |
| 3:33,50 min              | 1      | Portugal           | Isaac Nader                                              |
| 3:33,50 min              | 1      | Südafrika          | Tshepo Tshite                                            |
| World Athletics Rankings | 2      | Irland             | Luke McCann Cathal Doyle                                 |
| World Athletics Rankings | 2      | Italien            | Federico Riva Ossama Meslek                              |
| World Athletics Rankings | 2      | Polen              | Filip Rak Maciej Wyderka                                 |
| World Athletics Rankings | 1      | Äthiopien          | Ermias Girma                                             |
| World Athletics Rankings | 1      | Deutschland        | Marius Probst                                            |
| World Athletics Rankings | 1      | Kanada             | Kieran Lumb                                              |
| World Athletics Rankings | 1      | Niederlande        | Stefan Nillessen                                         |
| World Athletics Rankings | 1      | Österreich         | Raphael Pallitsch                                        |
| World Athletics Rankings | 1      | Schweden           | Samuel Pihlström                                         |
| World Athletics Rankings | 1      | Spanien            | Ignacio Fontes                                           |
| World Athletics Rankings | 1      | Südafrika          | Ryan Mphahlele                                           |
| Gesamt                   | 45     |                    |                                                          |

#### 5000 m
| Olympianorm              | Plätze | Nation               | Qualifizierte Athleten                       |
| ------------------------ | ------ | -------------------- | -------------------------------------------- |
| 13:05,00 min             | 3      | Äthiopien            | Hagos Gebrhiwet Yomif Kejelcha Addisu Yihune |
| 13:05,00 min             | 3      | Frankreich           | Jimmy Gressier Hugo Hay Yann Schrub          |
| 13:05,00 min             | 3      | Großbritannien       | Sam Atkin Patrick Dever George Mills         |
| 13:05,00 min             | 3      | Kenia                | Jacob Krop Edwin Kurgat Ronald Kwemoi        |
| 13:05,00 min             | 3      | Uganda               | Oscar Chelimo Joshua Cheptegei Jacob Kiplimo |
| 13:05,00 min             | 3      | Vereinigte Staaten   | Graham Blanks Grant Fisher Abdihamid Nur     |
| 13:05,00 min             | 2      | Australien           | Morgan McDonald Stewart McSweyn              |
| 13:05,00 min             | 2      | Belgien              | John Heymans Isaac Kimeli                    |
| 13:05,00 min             | 2      | Dschibuti            | Mohamed Ismail Ibrahim Abdi Waiss Mouhyadin  |
| 13:05,00 min             | 2      | Kanada               | Mohamed Ahmed Benjamin Flanagan              |
| 13:05,00 min             | 1      | Bahrain              | Birhanu Balew                                |
| 13:05,00 min             | 1      | Burundi              | Egide Ntakarutimana                          |
| 13:05,00 min             | 1      | Eritrea              | Aron Kifle                                   |
| 13:05,00 min             | 1      | Guatemala            | Luis Grijalva                                |
| 13:05,00 min             | 1      | Irland               | Brian Fay                                    |
| 13:05,00 min             | 0      | Neuseeland           | George Beamish                               |
| 13:05,00 min             | 1      | Schweden             | Andreas Almgren                              |
| 13:05,00 min             | 0      | Schweiz              | Dominic Lobalu                               |
| 13:05,00 min             | 1      | Spanien              | Thierry Ndikumwenayo                         |
| 13:05,00 min             | 0      | Südafrika            | Adriaan Wildschutt                           |
| World Athletics Rankings | 2      | Norwegen             | Jakob Ingebrigtsen Narve Gilje Nordås        |
| World Athletics Rankings | 1      | Eritrea              | Dawit Seare                                  |
| World Athletics Rankings | 1      | Kanada               | Thomas Fafard                                |
| World Athletics Rankings | 1      | Niederlande          | Mike Foppen                                  |
| World Athletics Rankings | 1      | Schweiz              | Jonas Raess                                  |
| World Athletics Rankings | 1      | Serbien              | Elzan Bibić                                  |
| World Athletics Rankings | 1      | Spanien              | Adel Mechaal                                 |
| World Athletics Rankings | 1      | Uruguay              | Santiago Catrofe                             |
| Einladungstartplatz      | 1      | Refugee Olympic Team | Jamal Abdelmaji Eisa Mohammed                |
| Gesamt                   | 42     |                      |                                              |

#### 10.000 m
| Olympianorm              | Plätze | Nation             | Qualifizierte Athleten                                |
| ------------------------ | ------ | ------------------ | ----------------------------------------------------- |
| 27:00 min                | 3      | Äthiopien          | Berihu Aregawi Selemon Barega Yomif Kejelcha          |
| 27:00 min                | 3      | Kenia              | Benard Kibet Nicholas Kipkorir Chelimo Daniel Mateiko |
| 27:00 min                | 3      | Vereinigte Staaten | Grant Fisher William Kincaid Nico Young               |
| 27:00 min                | 2      | Eritrea            | Merhawi Mebrahtu Habtom Samuel                        |
| 27:00 min                | 2      | Uganda             | Joshua Cheptegei Jacob Kiplimo                        |
| 27:00 min                | 1      | Bahrain            | Birhanu Balew                                         |
| 27:00 min                | 1      | Kanada             | Mohammed Ahmed                                        |
| 27:00 min                | 0      | Schweden           | Andreas Almgren                                       |
| 27:00 min                | 1      | Südafrika          | Adriaan Wildschutt                                    |
| World Athletics Rankings | 2      | Burundi            | Rodrigue Kwizera Célestin Ndikumana                   |
| World Athletics Rankings | 2      | Frankreich         | Yann Schrub Jimmy Gressier                            |
| World Athletics Rankings | 2      | Japan              | Tomoki Ōta Jun Kasai                                  |
| World Athletics Rankings | 2      | Spanien            | Abdessamad Oukhelfen Thierry Ndikumwenayo             |
| World Athletics Rankings | 1      | Belgien            | Isaac Kimeli                                          |
| World Athletics Rankings | 1      | Ruanda             | Yves Nimubona                                         |
| World Athletics Rankings | 1      | Uganda             | Martin Kiprotich                                      |
| Gesamt                   | 27     |                    |                                                       |

#### 110 m Hürden
| Olympianorm              | Plätze | Nation             | Qualifizierte Athleten                             |
| ------------------------ | ------ | ------------------ | -------------------------------------------------- |
| 13,27 s                  | 3      | Frankreich         | Wilhem Belocian Raphaël Mohamed Sasha Zhoya        |
| 13,27 s                  | 3      | Jamaika            | Orlando Bennett Rasheed Broadbell Hansle Parchment |
| 13,27 s                  | 3      | Vereinigte Staaten | Freddie Crittenden Grant Holloway Daniel Roberts   |
| 13,27 s                  | 2      | Brasilien          | Eduardo de Deus Rafael Pereira                     |
| 13,27 s                  | 2      | Japan              | Shunsuke Izumiya Rachid Muratake Shūsei Nomoto     |
| 13,27 s                  | 2      | Polen              | Damian Czykier Jakub Szymański                     |
| 13,27 s                  | 1      | Belgien            | Michael Obasuyi                                    |
| 13,27 s                  | 1      | China              | Xu Zhuoyi                                          |
| 13,27 s                  | 1      | Großbritannien     | Tade Ojora Andrew Pozzi (verzichtet)               |
| 13,27 s                  | 1      | Italien            | Lorenzo Simonelli                                  |
| 13,27 s                  | 0      | Kuba               | Roger Iribarne                                     |
| 13,27 s                  | 1      | Schweiz            | Jason Joseph                                       |
| 13,27 s                  | 1      | Senegal            | Louis François Mendy                               |
| 13,27 s                  | 1      | Spanien            | Enrique Llopis                                     |
| World Athletics Rankings | 2      | China              | Liu Junxi Qin Weibo                                |
| World Athletics Rankings | 1      | Algerien           | Amine Bouanani                                     |
| World Athletics Rankings | 1      | Australien         | Tayleb Willis                                      |
| World Athletics Rankings | 1      | Bahamas            | Antoine Andrews                                    |
| World Athletics Rankings | 1      | Belgien            | Elie Bacari                                        |
| World Athletics Rankings | 1      | Chile              | Martín Sáenz                                       |
| World Athletics Rankings | 1      | Deutschland        | Manuel Mordi                                       |
| World Athletics Rankings | 1      | Finnland           | Elmo Lakka                                         |
| World Athletics Rankings | 1      | Japan              | Shunya Takayama                                    |
| World Athletics Rankings | 1      | Kanada             | Craig Thorne                                       |
| World Athletics Rankings | 1      | Kasachstan         | Dawid Jefremow                                     |
| World Athletics Rankings | 1      | Kuwait             | Yaqoub Mohamed al-Youha                            |
| World Athletics Rankings | 1      | Österreich         | Enzo Diessl                                        |
| World Athletics Rankings | 1      | Philippinen        | John Cabang                                        |
| World Athletics Rankings | 1      | Polen              | Krzysztof Kiljan                                   |
| World Athletics Rankings | 1      | Spanien            | Asier Martínez                                     |
| World Athletics Rankings | 1      | Zypern             | Milan Traikovits                                   |
| Gesamt                   | 40     |                    |                                                    |

#### 400 m Hürden
| Olympianorm              | Plätze | Nation                   | Qualifizierte Athleten                                |
| ------------------------ | ------ | ------------------------ | ----------------------------------------------------- |
| 48,70 s                  | 3      | Deutschland              | Joshua Abuaku Emil Agyekum Constantin Preis           |
| 48,70 s                  | 3      | Frankreich               | Clément Ducos Wilfried Happio Ludvy Vaillant          |
| 48,70 s                  | 3      | Jamaika                  | Roshawn Clarke Jaheel Hyde Malik James-King           |
| 48,70 s                  | 3      | Japan                    | Daiki Ogawa Ken Toyoda Kaito Tsutsue                  |
| 48,70 s                  | 3      | Katar                    | Ismail Doudai Abakar Bassem Hemeida Abderrahman Samba |
| 48,70 s                  | 3      | Vereinigte Staaten       | CJ Allen Trevor Bassitt Rai Benjamin                  |
| 48,70 s                  | 2      | Brasilien                | Matheus Lima Alison dos Santos                        |
| 48,70 s                  | 2      | Schweden                 | Carl Bengtström Oskar Edlund                          |
| 48,70 s                  | 2      | Türkei                   | Berke Akçam Yasmani Copello                           |
| 48,70 s                  | 1      | Britische Jungferninseln | Kyron McMaster                                        |
| 48,70 s                  | 1      | Costa Rica               | Gerald Drummond                                       |
| 48,70 s                  | 1      | Estland                  | Rasmus Mägi                                           |
| 48,70 s                  | 1      | Großbritannien           | Alastair Chalmers                                     |
| 48,70 s                  | 1      | Italien                  | Alessandro Sibilio                                    |
| 48,70 s                  | 1      | Kenia                    | Wiseman Mukhobe                                       |
| 48,70 s                  | 1      | Niederlande              | Nick Smidt                                            |
| 48,70 s                  | 1      | Nigeria                  | Ezekiel Nathaniel                                     |
| 48,70 s                  | 1      | Norwegen                 | Karsten Warholm                                       |
| 48,70 s                  | 1      | Schweiz                  | Julien Bonvin                                         |
| 48,70 s                  | 1      | Slowenien                | Matic Ian Guček                                       |
| 48,70 s                  | 1      | Chinesisch Taipeh        | Peng Ming-yang                                        |
| 48,70 s                  | 1      | Tschechien               | Vít Müller                                            |
| World Athletics Rankings | 1      | Botswana                 | Victor Ntweng                                         |
| World Athletics Rankings | 1      | China                    | Xie Zhiyu                                             |
| World Athletics Rankings | 1      | Dominikanische Republik  | Yeral Núñez                                           |
| Gesamt                   | 40     |                          |                                                       |

#### 3000 m Hindernis
| Olympianorm              | Plätze | Nation             | Qualifizierte Athleten                        |
| ------------------------ | ------ | ------------------ | --------------------------------------------- |
| 8:15,00 min              | 3      | Äthiopien          | Samuel Firewu Lamecha Girma Getnet Wale       |
| 8:15,00 min              | 3      | Frankreich         | Djilali Bedrani Louis Gilavert Alexis Miellet |
| 8:15,00 min              | 3      | Kenia              | Abraham Kibiwot Simon Kiprop Koech Amos Serem |
| 8:15,00 min              | 2      | Marokko            | Soufiane el-Bakkali Mohamed Tindouft          |
| 8:15,00 min              | 2      | Tunesien           | Mohamed Amin Jhinaoui Ahmed Jaziri            |
| 8:15,00 min              | 1      | Deutschland        | Karl Bebendorf                                |
| 8:15,00 min              | 1      | Indien             | Avinash Sable                                 |
| 8:15,00 min              | 1      | Japan              | Ryūji Miura                                   |
| 8:15,00 min              | 1      | Neuseeland         | George Beamish                                |
| 8:15,00 min              | 1      | Spanien            | Daniel Arce Víctor Ruiz                       |
| 8:15,00 min              | 1      | Vereinigte Staaten | Hillary Bor James Corrigan Anthony Rotich     |
| World Athletics Rankings | 2      | Australien         | Matthew Clarke Ben Buckingham                 |
| World Athletics Rankings | 2      | Deutschland        | Frederik Ruppert Velten Schneider             |
| World Athletics Rankings | 2      | Italien            | Yassin Bouih Osama Zoghlami                   |
| World Athletics Rankings | 2      | Vereinigte Staaten | Kenneth Rooks Matthew Wilkinson               |
| World Athletics Rankings | 1      | Algerien           | Bilal Tabti                                   |
| World Athletics Rankings | 1      | Andorra            | Nahuel Carabaña                               |
| World Athletics Rankings | 1      | Finnland           | Topi Raitanen                                 |
| World Athletics Rankings | 1      | Japan              | Ryōma Aoki                                    |
| World Athletics Rankings | 1      | Kanada             | Jean-Simon Desgagnés                          |
| World Athletics Rankings | 1      | Luxemburg          | Ruben Querinjean                              |
| World Athletics Rankings | 1      | Marokko            | Faid El Mostafa                               |
| World Athletics Rankings | 1      | Tschechien         | Tomáš Habarta                                 |
| World Athletics Rankings | 1      | Uganda             | Leonard Chemutai                              |
| Gesamt                   | 36     |                    |                                               |

### Frauen

#### 100 m
| Olympianorm                            | Plätze | Nation                       | Qualifizierte Athletinnen                             |
| -------------------------------------- | ------ | ---------------------------- | ----------------------------------------------------- |
| 11,07 s                                | 3      | Großbritannien               | Dina Asher-Smith Imani Lansiquot Daryll Neita         |
| 11,07 s                                | 3      | Jamaika                      | Tia Clayton Shelly-Ann Fraser-Pryce Shericka Jackson  |
| 11,07 s                                | 2      | Nigeria                      | Rosemary Chukwuma Tima Godbless Favour Ofili          |
| 11,07 s                                | 3      | Vereinigte Staaten           | Melissa Jefferson Sha’Carri Richardson Twanisha Terry |
| 11,07 s                                | 2      | Deutschland                  | Gina Lückenkemper Rebekka Haase                       |
| 11,07 s                                | 2      | Liberia                      | Destiny Smith-Barnett Thelma Davies                   |
| 11,07 s                                | 1      | Antigua und Barbuda          | Joella Lloyd                                          |
| 11,07 s                                | 0      | Bahamas                      | Anthonique Strachan                                   |
| 11,07 s                                | 1      | Elfenbeinküste               | Marie-Josée Ta Lou                                    |
| 11,07 s                                | 1      | Frankreich                   | Gémima Joseph                                         |
| 11,07 s                                | 1      | Gambia                       | Gina Bass Bittaye                                     |
| 11,07 s                                | 1      | Italien                      | Zaynab Dosso                                          |
| 11,07 s                                | 1      | Kanada                       | Audrey Leduc                                          |
| 11,07 s                                | 1      | Luxemburg                    | Patrizia van der Weken                                |
| 11,07 s                                | 1      | Neuseeland                   | Zoe Hobbs                                             |
| 11,07 s                                | 1      | Polen                        | Ewa Swoboda                                           |
| 11,07 s                                | 1      | Schweiz                      | Mujinga Kambundji                                     |
| 11,07 s                                | 1      | St. Lucia                    | Julien Alfred                                         |
| World Athletics Rankings               | 2      | Belgien                      | Rani Rosius Delphine Nkansa                           |
| World Athletics Rankings               | 2      | Schweiz                      | Géraldine Frey Salomé Kora                            |
| World Athletics Rankings               | 2      | Trinidad und Tobago          | Michelle-Lee Ahye Leah Bertrand                       |
| World Athletics Rankings               | 1      | Australien                   | Ella Connolly                                         |
| World Athletics Rankings               | 1      | Barbados                     | Tristan Evelyn                                        |
| World Athletics Rankings               | 1      | Brasilien                    | Vitória Cristina Rosa                                 |
| World Athletics Rankings               | 1      | China                        | Ge Manqi                                              |
| World Athletics Rankings               | 1      | Ecuador                      | Ángela Tenorio                                        |
| World Athletics Rankings               | 1      | Elfenbeinküste               | Maboundou Koné                                        |
| World Athletics Rankings               | 1      | Finnland                     | Lotta Kemppinen                                       |
| World Athletics Rankings               | 1      | Griechenland                 | Polyniki Emmanouilidou                                |
| World Athletics Rankings               | 1      | Iran                         | Farzaneh Fasihi                                       |
| World Athletics Rankings               | 1      | Kuba                         | Yunisleydis García                                    |
| World Athletics Rankings               | 1      | Polen                        | Magdalena Stefanowicz                                 |
| World Athletics Rankings               | 1      | Portugal                     | Lorène Bazolo                                         |
| World Athletics Rankings               | 1      | Schweden                     | Julia Henriksson                                      |
| World Athletics Rankings               | 1      | Singapur                     | Shanti Pereira                                        |
| World Athletics Rankings               | 1      | Slowakei                     | Viktória Forster                                      |
| World Athletics Rankings               | 1      | Tschechien                   | Karolína Maňasová                                     |
| World Athletics Rankings               | 1      | Ungarn                       | Boglárka Takács                                       |
| World Athletics Rankings               | 1      | Zypern                       | Olivia Fotopoulou                                     |
| Neuverteilung ungenutzter Quotenplätze | 1      | Australien                   | Bree Masters                                          |
| Neuverteilung ungenutzter Quotenplätze | 1      | Brasilien                    | Ana Azevedo                                           |
| Neuverteilung ungenutzter Quotenplätze | 1      | Kanada                       | Jacqueline Madogo                                     |
| Neuverteilung ungenutzter Quotenplätze | 1      | Mexiko                       | Cecilia Tamayo-Garza                                  |
| Neuverteilung ungenutzter Quotenplätze | 1      | Puerto Rico                  | Gladymar Torres                                       |
| Universality Plätze                    | 1      | Amerikanisch-Samoa           | Filomenaleonisa Iakopo                                |
| Universality Plätze                    | 1      | Bolivien                     | Guadalupe Tórrez                                      |
| Universality Plätze                    | 1      | Chinesisch Taipeh            | Zhang Bo-ya                                           |
| Universality Plätze                    | 1      | Georgien                     | Lika Chartschilawa                                    |
| Universality Plätze                    | 1      | Grenada                      | Halle Hazzard                                         |
| Universality Plätze                    | 1      | Guam                         | Regine Tugade                                         |
| Universality Plätze                    | 1      | Guatemala                    | Mariandre Chacón                                      |
| Universality Plätze                    | 1      | Guinea                       | Safiatou Acquaviva                                    |
| Universality Plätze                    | 1      | Katar                        | Shahd Ashraf                                          |
| Universality Plätze                    | 1      | Laos                         | Silina Pha Aphay                                      |
| Universality Plätze                    | 1      | Malawi                       | Asimenye Simwaka                                      |
| Universality Plätze                    | 1      | Mauretanien                  | Salam Bouha Ahamdy                                    |
| Universality Plätze                    | 1      | Monaco                       | Marie-Charlotte Gastaud                               |
| Universality Plätze                    | 1      | Nicaragua                    | María Carmona                                         |
| Universality Plätze                    | 1      | Niger                        | Samira Awali Boubacar                                 |
| Universality Plätze                    | 1      | Pakistan                     | Faiqa Riaz                                            |
| Universality Plätze                    | 1      | Palau                        | Sydney Francisco                                      |
| Universality Plätze                    | 1      | Papua-Neuguinea              | Leonie Beu                                            |
| Universality Plätze                    | 1      | Paraguay                     | Xenia Hiebert                                         |
| Universality Plätze                    | 1      | Republik Kongo               | Natacha Ngoye Akamabi                                 |
| Universality Plätze                    | 1      | Salomonen                    | Sharon Firisua                                        |
| Universality Plätze                    | 1      | San Marino                   | Alessandra Gasparelli                                 |
| Universality Plätze                    | 1      | São Tomé und Príncipe        | Gorete Semedo                                         |
| Universality Plätze                    | 1      | Sierra Leone                 | Georgiana Sesay                                       |
| Universality Plätze                    | 1      | Syrien                       | Alisar Youssef                                        |
| Universality Plätze                    | 1      | Togo                         | Naomi Akakpo                                          |
| Universality Plätze                    | 1      | Turkmenistan                 | Walentina Meredowa                                    |
| Universality Plätze                    | 1      | Vanuatu                      | Chloe David                                           |
| Universality Plätze                    | 1      | Vereinigte Arabische Emirate | Mariam Kareem                                         |
| Universality Plätze                    | 1      | Vietnam                      | Trần Thị Nhi Yến                                      |
| Einladungsplätze                       | 1      | Afghanistan                  | Kamia Yousufi                                         |
| Einladungsplätze                       | 1      | Äquatorialguinea             | Sefora Ada Eto                                        |
| Einladungsplätze                       | 1      | Oman                         | Mazoon al-Alawi                                       |
| Einladungsplätze                       | 1      | St. Kitts und Nevis          | Zahria Allers-Liburd                                  |
| Einladungsplätze                       | 1      | Südsudan                     | Lucia Moris                                           |
| Einladungsplätze                       | 1      | Tuvalu                       | Temalini Manatoa                                      |
| Gesamt                                 | 87     |                              |                                                       |

#### 200 m
| Olympianorm              | Plätze | Nation                   | Qualifizierte Athletinnen                         |
| ------------------------ | ------ | ------------------------ | ------------------------------------------------- |
| 22,57 s                  | 3      | Elfenbeinküste           | Jessika Gbai Maboundou Koné Marie-Josée Ta Lou    |
| 22,57 s                  | 3      | Großbritannien           | Dina Asher-Smith Daryll Neita Bianca Williams     |
| 22,57 s                  | 3      | Jamaika                  | Niesha Burgher Shericka Jackson Lanae-Tava Thomas |
| 22,57 s                  | 3      | Vereinigte Staaten       | Brittany Brown McKenzie Long Gabrielle Thomas     |
| 22,57 s                  | 0      | Bahamas                  | Anthonique Strachan                               |
| 22,57 s                  | 1      | Frankreich               | Gémima Joseph                                     |
| 22,57 s                  | 0      | Irland                   | Rhasidat Adeleke                                  |
| 22,57 s                  | 1      | Kanada                   | Audrey Leduc                                      |
| 22,57 s                  | 1      | Liberia                  | Thelma Davies                                     |
| 22,57 s                  | 1      | Nigeria                  | Favour Ofili                                      |
| 22,57 s                  | 1      | Schweiz                  | Mujinga Kambundji                                 |
| 22,57 s                  | 1      | Singapur                 | Shanti Pereira                                    |
| 22,57 s                  | 1      | St. Lucia                | Julien Alfred                                     |
| World Athletics Rankings | 3      | Ecuador                  | Nicole Caicedo Aimara Nazareno Anahí Suárez       |
| World Athletics Rankings | 2      | Australien               | Torrie Lewis Mia Gross                            |
| World Athletics Rankings | 2      | Brasilien                | Ana Azevedo Lorraine Martins                      |
| World Athletics Rankings | 2      | Italien                  | Dalia Kaddari Anna Bongiorni                      |
| World Athletics Rankings | 2      | Polen                    | Martyna Kotwiła Kryszina Zimanouskaja             |
| World Athletics Rankings | 2      | Schweden                 | Julia Henriksson Nora Lindahl                     |
| World Athletics Rankings | 1      | Belgien                  | Imke Vervaet                                      |
| World Athletics Rankings | 1      | Britische Jungferninseln | Adaejah Hodge                                     |
| World Athletics Rankings | 1      | China                    | Li Yuting                                         |
| World Athletics Rankings | 1      | Dänemark                 | Ida Karstoft                                      |
| World Athletics Rankings | 1      | Frankreich               | Hélène Parisot                                    |
| World Athletics Rankings | 1      | Gambia                   | Gina Bass Bittaye                                 |
| World Athletics Rankings | 1      | Griechenland             | Polyniki Emmanouilidou                            |
| World Athletics Rankings | 1      | Kanada                   | Jacqueline Madogo                                 |
| World Athletics Rankings | 1      | Kasachstan               | Olga Safronowa                                    |
| World Athletics Rankings | 1      | Mexiko                   | Cecilia Tamayo-Garza                              |
| World Athletics Rankings | 1      | Niederlande              | Tasa Jiya                                         |
| World Athletics Rankings | 1      | Portugal                 | Lorène Bazolo                                     |
| World Athletics Rankings | 1      | Schweiz                  | Léonie Pointet                                    |
| World Athletics Rankings | 1      | Spanien                  | Jaël Bestué                                       |
| World Athletics Rankings | 1      | Ungarn                   | Boglárka Takács                                   |
| World Athletics Rankings | 1      | Zypern                   | Olivia Fotopoulou                                 |
| Gesamt                   | 48     |                          |                                                   |

#### 400 m
| Olympianorm              | Plätze | Nation                         | Qualifizierte Athletinnen                            |
| ------------------------ | ------ | ------------------------------ | ---------------------------------------------------- |
| 50,95 s                  | 3      | Großbritannien                 | Amber Anning Laviai Nielsen Victoria Ohuruogu        |
| 50,95 s                  | 3      | Jamaika                        | Junelle Bromfield Nickisha Pryce Stacey-Ann Williams |
| 50,95 s                  | 3      | Vereinigte Staaten             | Kaylyn Brown Aaliyah Butler Kendall Ellis            |
| 50,95 s                  | 2      | Irland                         | Rhasidat Adeleke Sharlene Mawdsley                   |
| 50,95 s                  | 2      | Kanada                         | Lauren Gale Zoe Sherar                               |
| 50,95 s                  | 2      | Tschechien                     | Lurdes Gloria Manuel Lada Vondrová                   |
| 50,95 s                  | 1      | Bahrain                        | Kemi Adekoya Salwa Eid Naser                         |
| 50,95 s                  | 1      | Barbados                       | Sada Williams                                        |
| 50,95 s                  | 1      | Belgien                        | Cynthia Bolingo Mbongo Naomi Van Den Broeck          |
| 50,95 s                  | 1      | Dominikanische Republik        | Marileidy Paulino                                    |
| 50,95 s                  | 1      | Indien                         | Pahal Kiran                                          |
| 50,95 s                  | 0      | Kenia                          | Mary Moraa                                           |
| 50,95 s                  | 1      | Kolumbien                      | Lina Licona                                          |
| 50,95 s                  | 1      | Kuba                           | Roxana Gómez                                         |
| 50,95 s                  | 1      | Lettland                       | Gunta Vaičule                                        |
| 50,95 s                  | 1      | Mexiko                         | Paola Morán                                          |
| 50,95 s                  | 1      | Niederlande                    | Femke Bol Lieke Klaver                               |
| 50,95 s                  | 1      | Nigeria                        | Ella Onojuvwevwo                                     |
| 50,95 s                  | 1      | Norwegen                       | Henriette Jæger                                      |
| 50,95 s                  | 1      | Österreich                     | Susanne Gogl-Walli                                   |
| 50,95 s                  | 1      | Polen                          | Natalia Kaczmarek                                    |
| 50,95 s                  | 1      | Rumänien                       | Andrea Miklós                                        |
| 50,95 s                  | 0      | St. Vincent und die Grenadinen | Shafiqua Maloney                                     |
| 50,95 s                  | 1      | Südafrika                      | Miranda Coetzee                                      |
| World Athletics Rankings | 2      | Polen                          | Justyna Święty-Ersetic Marika Popowicz-Drapała       |
| World Athletics Rankings | 1      | Australien                     | Ellie Beer                                           |
| World Athletics Rankings | 1      | Bahamas                        | Shaunae Miller-Uibo                                  |
| World Athletics Rankings | 1      | Belgien                        | Helena Ponette                                       |
| World Athletics Rankings | 1      | Brasilien                      | Tiffani Marinho                                      |
| World Athletics Rankings | 1      | Chile                          | Martina Weil                                         |
| World Athletics Rankings | 1      | Ecuador                        | Nicole Caicedo                                       |
| World Athletics Rankings | 1      | Guyana                         | Aliyah Abrams                                        |
| World Athletics Rankings | 1      | Irland                         | Sophie Becker                                        |
| World Athletics Rankings | 1      | Italien                        | Alice Mangione                                       |
| World Athletics Rankings | 1      | Kolumbien                      | Evelis Aguilar                                       |
| World Athletics Rankings | 1      | Litauen                        | Modesta Justė Morauskaitė                            |
| World Athletics Rankings | 1      | Nigeria                        | Esther Elo Joseph                                    |
| World Athletics Rankings | 1      | Portugal                       | Cátia Azevedo                                        |
| World Athletics Rankings | 1      | Puerto Rico                    | Gabby Scott                                          |
| World Athletics Rankings | 1      | Tschechien                     | Tereza Petržilková                                   |
| Gesamt                   | 48     |                                |                                                      |

#### 800 m
| Olympianorm              | Plätze | Nation                         | Qualifizierte Athletinnen                            |
| ------------------------ | ------ | ------------------------------ | ---------------------------------------------------- |
| 1:59,30 min              | 3      | Australien                     | Catriona Bisset Abbey Caldwell Claudia Hollingsworth |
| 1:59,30 min              | 3      | Äthiopien                      | Habitam Alemu Tsige Duguma Worknesh Mesele           |
| 1:59,30 min              | 3      | Großbritannien                 | Phoebe Gill Keely Hodgkinson Jemma Reekie            |
| 1:59,30 min              | 3      | Kenia                          | Vivian Chebet Kiprotich Mary Moraa Lilian Odira      |
| 1:59,30 min              | 3      | Schweiz                        | Rachel Pellaud Valentina Rosamilia Audrey Werro      |
| 1:59,30 min              | 3      | Vereinigte Staaten             | Nia Akins Allie Wilson Juliette Whittaker            |
| 1:59,30 min              | 2      | Frankreich                     | Anaïs Bourgoin Rénelle Lamote                        |
| 1:59,30 min              | 2      | Jamaika                        | Natoya Goule-Toppin Adelle Tracey                    |
| 1:59,30 min              | 2      | Kuba                           | Rose Mary Almanza Daily Cooper                       |
| 1:59,30 min              | 1      | Bahrain                        | Nelly Jepkosgei                                      |
| 1:59,30 min              | 1      | Benin                          | Noélie Yarigo                                        |
| 1:59,30 min              | 1      | Deutschland                    | Majtie Kolberg                                       |
| 1:59,30 min              | 0      | Irland                         | Ciara Mageean                                        |
| 1:59,30 min              | 1      | Italien                        | Elena Bellò                                          |
| 1:59,30 min              | 1      | Kanada                         | Jazz Shukla                                          |
| 1:59,30 min              | 1      | Polen                          | Anna Wielgosz                                        |
| 1:59,30 min              | 1      | Slowakei                       | Gabriela Gajanová                                    |
| 1:59,30 min              | 1      | Slowenien                      | Anita Horvat                                         |
| 1:59,30 min              | 1      | St. Vincent und die Grenadinen | Shafiqua Maloney                                     |
| 1:59,30 min              | 1      | Südafrika                      | Prudence Sekgodiso                                   |
| 1:59,30 min              | 1      | Uganda                         | Halimah Nakaayi                                      |
| World Athletics Rankings | 2      | Spanien                        | Lorea Ibarzabal Lorena Martín                        |
| World Athletics Rankings | 1      | Botswana                       | Oratile Nowe                                         |
| World Athletics Rankings | 1      | Brasilien                      | Flávia de Lima                                       |
| World Athletics Rankings | 1      | Finnland                       | Eveliina Määttänen                                   |
| World Athletics Rankings | 1      | Frankreich                     | Léna Kandissounon                                    |
| World Athletics Rankings | 1      | Italien                        | Eloisa Coiro                                         |
| World Athletics Rankings | 1      | Litauen                        | Gabija Galvydytė                                     |
| World Athletics Rankings | 1      | Marokko                        | Assia Raziki                                         |
| World Athletics Rankings | 1      | Sri Lanka                      | Tharushi Karunarathna                                |
| Universalstartplatz      | 1      | Kuwait                         | Amal al-Roumi                                        |
| Universalstartplatz      | 1      | Kosovo                         | Gresa Bakraçi                                        |
| Universalstartplatz      | 1      | Palästina                      | Layla al-Masri                                       |
| Gesamt                   | 48     |                                |                                                      |

#### 1500 m
| Olympianorm              | Plätze | Nation             | Qualifizierte Athletinnen                            |
| ------------------------ | ------ | ------------------ | ---------------------------------------------------- |
| 4:02,50 min              | 3      | Äthiopien          | Birke Haylom Gudaf Tsegay Diribe Welteji             |
| 4:02,50 min              | 3      | Australien         | Georgia Griffith Linden Hall Jessica Hull            |
| 4:02,50 min              | 3      | Großbritannien     | Georgia Bell Laura Muir Revée Walcott-Nolan          |
| 4:02,50 min              | 3      | Irland             | Sarah Healy Ciara Mageean Sophie O’Sullivan          |
| 4:02,50 min              | 3      | Kenia              | Nelly Chepchirchir Susan Lokayo Ejore Faith Kipyegon |
| 4:02,50 min              | 3      | Vereinigte Staaten | Nikki Hiltz Emily Mackay Elle Purrier St. Pierre     |
| 4:02,50 min              | 2      | Italien            | Ludovica Cavalli Sintayehu Vissa                     |
| 4:02,50 min              | 2      | Spanien            | Esther Guerrero Marta Pérez                          |
| 4:02,50 min              | 0      | Deutschland        | Katharina Trost                                      |
| 4:02,50 min              | 1      | Frankreich         | Agathe Guillemot                                     |
| 4:02,50 min              | 1      | Jamaika            | Adelle Tracey                                        |
| 4:02,50 min              | 1      | Japan              | Nozomi Tanaka                                        |
| 4:02,50 min              | 1      | Kanada             | Lucia Stafford                                       |
| 4:02,50 min              | 1      | Niederlande        | Sifan Hassan                                         |
| 4:02,50 min              | 1      | Polen              | Klaudia Kazimierska                                  |
| 4:02,50 min              | 1      | Uganda             | Winnie Nanyondo                                      |
| World Athletics Rankings | 2      | Kanada             | Simone Plourde Kate Current                          |
| World Athletics Rankings | 2      | Polen              | Weronika Lizakowska Aleksandra Płocińska             |
| World Athletics Rankings | 1      | Belgien            | Elise Vanderelst                                     |
| World Athletics Rankings | 1      | Deutschland        | Nele Weßel                                           |
| World Athletics Rankings | 1      | Finnland           | Sara Lappalainen                                     |
| World Athletics Rankings | 1      | Japan              | Yume Gotō                                            |
| World Athletics Rankings | 1      | Luxemburg          | Vera Hoffmann                                        |
| World Athletics Rankings | 1      | Neuseeland         | Maia Ramsden                                         |
| World Athletics Rankings | 1      | Portugal           | Salomé Afonso                                        |
| World Athletics Rankings | 1      | Spanien            | Águeda Marqués                                       |
| World Athletics Rankings | 1      | Tschechien         | Kristiina Sasínek Mäki                               |
| World Athletics Rankings | 1      | Uruguay            | María Pía Fernández                                  |
| World Athletics Rankings | 1      | Venezuela          | Joselyn Brea                                         |
| Gesamt                   | 45     |                    |                                                      |

#### 5000 m
| Olympianorm              | Plätze | Nation             | Qualifizierte Athletinnen                         |
| ------------------------ | ------ | ------------------ | ------------------------------------------------- |
| 14:52,00 min             | 3      | Äthiopien          | Medina Eisa Ejgayehu Taye Gudaf Tsegay            |
| 14:52,00 min             | 3      | Kenia              | Beatrice Chebet Margaret Kipkemboi Faith Kipyegon |
| 14:52,00 min             | 3      | Vereinigte Staaten | Elise Cranny Whittni Morgan Karissa Schweizer     |
| 14:52,00 min             | 2      | Australien         | Isobel Batt-Doyle Rose Davies Jessica Hull        |
| 14:52,00 min             | 0      | Großbritannien     | Megan Keith Jessica Warner-Judd                   |
| 14:52,00 min             | 2      | Niederlande        | Sifan Hassan Maureen Koster                       |
| 14:52,00 min             | 0      | Bahrain            | Winfred Mutile Yavi                               |
| 14:52,00 min             | 1      | Burundi            | Francine Niyomukunzi                              |
| 14:52,00 min             | 1      | Dschibuti          | Samiyah Hassan Nour                               |
| 14:52,00 min             | 1      | Finnland           | Nathalie Blomqvist                                |
| 14:52,00 min             | 1      | Italien            | Nadia Battocletti                                 |
| 14:52,00 min             | 1      | Japan              | Nozomi Tanaka                                     |
| 14:52,00 min             | 1      | Mexiko             | Laura Galván                                      |
| 14:52,00 min             | 1      | Norwegen           | Karoline Bjerkeli Grøvdal                         |
| 14:52,00 min             | 1      | Spanien            | Marta García                                      |
| 14:52,00 min             | 1      | Uganda             | Sarah Chelangat Joy Cheptoyek                     |
| 14:52,00 min             | 1      | Venezuela          | Joselyn Brea                                      |
| World Athletics Rankings | 2      | Indien             | Parul Chaudhary Ankita Dhyani                     |
| World Athletics Rankings | 2      | Japan              | Yuma Yamamoto Wakana Kabasawa                     |
| World Athletics Rankings | 2      | Kanada             | Regan Yee Briana Scott                            |
| World Athletics Rankings | 2      | Uganda             | Esther Chebet Belinda Chemutai                    |
| World Athletics Rankings | 1      | Australien         | Jenny Blundell                                    |
| World Athletics Rankings | 1      | Belgien            | Lisa Rooms                                        |
| World Athletics Rankings | 1      | Deutschland        | Hanna Klein                                       |
| World Athletics Rankings | 1      | Frankreich         | Sarah Madeleine                                   |
| World Athletics Rankings | 1      | Irland             | Jodie McCann                                      |
| World Athletics Rankings | 1      | Italien            | Federica Del Buono                                |
| World Athletics Rankings | 1      | Lettland           | Agate Caune                                       |
| World Athletics Rankings | 1      | Mexiko             | Alma Cortes                                       |
| World Athletics Rankings | 1      | Portugal           | Mariana Machado                                   |
| World Athletics Rankings | 1      | Slowenien          | Klara Lukan                                       |
| World Athletics Rankings | 1      | Ungarn             | Viktória Wagner-Gyürkés                           |
| Gesamt                   | 42     |                    |                                                   |

#### 10.000 m
| Olympianorm              | Plätze | Nation             | Qualifizierte Athletinnen                                 |
| ------------------------ | ------ | ------------------ | --------------------------------------------------------- |
| 30:40 min                | 3      | Äthiopien          | Tsigie Gebreselama Fotyen Tesfay Gudaf Tsegay             |
| 30:40 min                | 3      | Kenia              | Beatrice Chebet Lilian Kasait Rengeruk Margaret Kipkemboi |
| 30:40 min                | 2      | Großbritannien     | Megan Keith Eilish McColgan                               |
| 30:40 min                | 2      | Niederlande        | Diane van Es Sifan Hassan                                 |
| 30:40 min                | 2      | Uganda             | Sarah Chelangat Joy Cheptoyek                             |
| 30:40 min                | 1      | Australien         | Lauren Ryan                                               |
| 30:40 min                | 1      | Vereinigte Staaten | Weini Kelati Alicia Monson                                |
| World Athletics Rankings | 3      | Japan              | Rino Goshima Haruka Kokai Yuka Takashima                  |
| World Athletics Rankings | 2      | Italien            | Nadia Battocletti Federica Del Buono                      |
| World Athletics Rankings | 2      | Vereinigte Staaten | Katie Izzo Elly Henes                                     |
| World Athletics Rankings | 1      | Burundi            | Francine Niyomukunzi                                      |
| World Athletics Rankings | 1      | Eritrea            | Rahel Daniel                                              |
| World Athletics Rankings | 1      | Frankreich         | Alessia Zarbo                                             |
| World Athletics Rankings | 1      | Kasachstan         | Daisy Jepkemei                                            |
| World Athletics Rankings | 1      | Slowenien          | Klara Lukan                                               |
| World Athletics Rankings | 1      | Uganda             | Annet Chelangat                                           |
| Gesamt                   | 27     |                    |                                                           |

#### 100 m Hürden
| Olympianorm              | Plätze | Nation             | Qualifizierte Athletinnen                           |
| ------------------------ | ------ | ------------------ | --------------------------------------------------- |
| 12,77 s                  | 3      | Bahamas            | Denisha Cartwright Devynne Charlton Charisma Taylor |
| 12,77 s                  | 3      | Jamaika            | Janeek Brown Ackera Nugent Danielle Williams        |
| 12,77 s                  | 3      | Vereinigte Staaten | Alaysha Johnson Masai Russell Grace Stark           |
| 12,77 s                  | 2      | China              | Lin Yuwei Wu Yanni                                  |
| 12,77 s                  | 2      | Finnland           | Lotta Harala Reetta Hurske                          |
| 12,77 s                  | 2      | Frankreich         | Laëticia Bapté Cyréna Samba-Mayela                  |
| 12,77 s                  | 2      | Niederlande        | Maayke Tjin-A-Lim Nadine Visser                     |
| 12,77 s                  | 1      | Australien         | Michelle Jenneke                                    |
| 12,77 s                  | 1      | Ecuador            | Maribel Caicedo                                     |
| 12,77 s                  | 1      | Großbritannien     | Cindy Sember                                        |
| 12,77 s                  | 1      | Haiti              | Emelia Chatfield                                    |
| 12,77 s                  | 1      | Irland             | Sarah Lavin                                         |
| 12,77 s                  | 1      | Japan              | Mako Fukube                                         |
| 12,77 s                  | 1      | Kanada             | Mariam Abdul-Rashid                                 |
| 12,77 s                  | 1      | Liberia            | Ebony Morrison                                      |
| 12,77 s                  | 1      | Nigeria            | Tobi Amusan                                         |
| 12,77 s                  | 1      | Polen              | Pia Skrzyszowska                                    |
| 12,77 s                  | 1      | Puerto Rico        | Jasmine Camacho-Quinn                               |
| 12,77 s                  | 1      | Schweiz            | Ditaji Kambundji                                    |
| 12,77 s                  | 1      | Slowakei           | Viktória Forster                                    |
| 12,77 s                  | 1      | Südafrika          | Marione Fourie                                      |
| 12,77 s                  | 1      | Ungarn             | Luca Kozák                                          |
| 12,77 s                  | 1      | Venezuela          | Yoveinny Mota                                       |
| World Athletics Rankings | 2      | Australien         | Liz Clay Celeste Mucci                              |
| World Athletics Rankings | 1      | Indien             | Jyothi Yarraji                                      |
| World Athletics Rankings | 1      | Japan              | Yumi Tanaka                                         |
| World Athletics Rankings | 1      | Kanada             | Michelle Harrison                                   |
| World Athletics Rankings | 1      | Madagaskar         | Sidonie Fiadanantsoa                                |
| World Athletics Rankings | 1      | Ungarn             | Gréta Kerekes                                       |
| Gesamt                   | 40     |                    |                                                     |

#### 400 m Hürden
| Olympianorm              | Plätze | Nation             | Qualifizierte Athletinnen                             |
| ------------------------ | ------ | ------------------ | ----------------------------------------------------- |
| 54,85 s                  | 3      | Italien            | Ayomide Folorunso Alice Muraro Rebecca Sartori        |
| 54,85 s                  | 3      | Jamaika            | Rushell Clayton Janieve Russell Shiann Salmon         |
| 54,85 s                  | 3      | Vereinigte Staaten | Anna Cockrell Jasmine Jones Sydney McLaughlin-Levrone |
| 54,85 s                  | 2      | Belgien            | Hanne Claes Naomi Van Den Broeck                      |
| 54,85 s                  | 2      | Frankreich         | Shana Grebo Louise Maraval                            |
| 54,85 s                  | 2      | Großbritannien     | Jessie Knight Lina Nielsen                            |
| 54,85 s                  | 2      | Niederlande        | Femke Bol Cathelijn Peeters                           |
| 54,85 s                  | 2      | Südafrika          | Zenéy Geldenhuys Rogail Joseph                        |
| 54,85 s                  | 2      | Ukraine            | Anna Ryschykowa Wiktorija Tkatschuk                   |
| 54,85 s                  | 1      | Bahrain            | Kemi Adekoya                                          |
| 54,85 s                  | 1      | China              | Mo Jiadie                                             |
| 54,85 s                  | 1      | Deutschland        | Carolina Krafzik                                      |
| 54,85 s                  | 1      | Finnland           | Viivi Lehikoinen                                      |
| 54,85 s                  | 1      | Kanada             | Savannah Sutherland                                   |
| 54,85 s                  | 1      | Marokko            | Noura Ennadi                                          |
| 54,85 s                  | 1      | Norwegen           | Line Kloster                                          |
| 54,85 s                  | 1      | Panama             | Gianna Woodruff                                       |
| 54,85 s                  | 1      | Portugal           | Fatoumata Binta Diallo                                |
| 54,85 s                  | 1      | Schweiz            | Yasmin Giger                                          |
| 54,85 s                  | 1      | Tschechien         | Nikoleta Jíchová                                      |
| World Athletics Rankings | 2      | Australien         | Sarah Carli Alanah Yukich                             |
| World Athletics Rankings | 1      | Belgien            | Paulien Couckuyt                                      |
| World Athletics Rankings | 1      | Brasilien          | Chayenne da Silva                                     |
| World Athletics Rankings | 1      | Kamerun            | Linda Angounou                                        |
| World Athletics Rankings | 1      | Norwegen           | Amalie Iuel                                           |
| World Athletics Rankings | 1      | Philippinen        | Lauren Hoffman                                        |
| World Athletics Rankings | 1      | Puerto Rico        | Grace Claxton                                         |
| Gesamt                   | 40     |                    |                                                       |

#### 3000 m Hindernis
| Olympianorm              | Plätze | Nation             | Qualifizierte Athletinnen                              |
| ------------------------ | ------ | ------------------ | ------------------------------------------------------ |
| 9:23,00 min              | 3      | Deutschland        | Olivia Gürth Gesa Felicitas Krause Lea Meyer           |
| 9:23,00 min              | 3      | Kenia              | Beatrice Chepkoech Jackline Chepkoech Faith Cherotich  |
| 9:23,00 min              | 3      | Vereinigte Staaten | Valerie Constien Marisa Howard Courtney Wayment        |
| 9:23,00 min              | 2      | Äthiopien          | Sembo Almayew Lomi Muleta Zerfe Wondemagegn (gesperrt) |
| 9:23,00 min              | 2      | Frankreich         | Alice Finot Flavie Renouard                            |
| 9:23,00 min              | 2      | Großbritannien     | Elizabeth Bird Aimee Pratt                             |
| 9:23,00 min              | 2      | Spanien            | Carolina Robles Irene Sánchez-Escribano                |
| 9:23,00 min              | 1      | Albanien           | Luiza Gega                                             |
| 9:23,00 min              | 1      | Bahrain            | Winfred Mutile Yavi                                    |
| 9:23,00 min              | 1      | Indien             | Parul Chaudhary                                        |
| 9:23,00 min              | 1      | Kanada             | Ceili McCabe                                           |
| 9:23,00 min              | 1      | Kasachstan         | Norah Jeruto                                           |
| 9:23,00 min              | 1      | Polen              | Alicja Konieczek                                       |
| 9:23,00 min              | 1      | Rumänien           | Stella Rutto                                           |
| 9:23,00 min              | 0      | Slowenien          | Maruša Mišmaš Zrimšek                                  |
| 9:23,00 min              | 1      | Tunesien           | Marwa Bouzayani                                        |
| 9:23,00 min              | 1      | Uganda             | Peruth Chemutai                                        |
| World Athletics Rankings | 2      | Australien         | Amy Cashin Cara Feain-Ryan                             |
| World Athletics Rankings | 2      | Polen              | Aneta Konieczek Kinga Królik                           |
| World Athletics Rankings | 1      | Argentinien        | Belén Casetta                                          |
| World Athletics Rankings | 1      | Brasilien          | Tatiane da Silva                                       |
| World Athletics Rankings | 1      | China              | Xu Shuangshuang                                        |
| World Athletics Rankings | 1      | Finnland           | Ilona Mononen                                          |
| World Athletics Rankings | 1      | Kanada             | Regan Yee                                              |
| World Athletics Rankings | 1      | Kasachstan         | Daisy Jepkemei                                         |
| Gesamt                   | 36     |                    |                                                        |

## Gehen und Marathon

### Männer

#### Marathon
| Olympianorm              | Plätze | Nation                       | Qualifizierte Athleten                              |
| ------------------------ | ------ | ---------------------------- | --------------------------------------------------- |
| 2:08:10 h                | 3      | Äthiopien                    | Kenenisa Bekele Deresa Geleta Sisay Lemma           |
| 2:08:10 h                | 3      | Belgien                      | Bashir Abdi Koen Naert Michael Somers               |
| 2:08:10 h                | 3      | China                        | He Jie Wu Xiangdong Yang Shaohui                    |
| 2:08:10 h                | 3      | Deutschland                  | Samuel Fitwi Sibhatu Amanal Petros Richard Ringer   |
| 2:08:10 h                | 3      | Eritrea                      | Samsom Amare Berhane Tesfay Kibrom Weldemicael      |
| 2:08:10 h                | 3      | Frankreich                   | Morhad Amdouni Felix Bour Nicolas Navarro           |
| 2:08:10 h                | 3      | Großbritannien               | Emile Cairess Mahamed Mahamed Philip Sesemann       |
| 2:08:10 h                | 3      | Israel                       | Maru Teferi Gashau Ayale Girmaw Amare               |
| 2:08:10 h                | 3      | Italien                      | Yemaneberhan Crippa Eyob Faniel Daniele Meucci      |
| 2:08:10 h                | 3      | Kenia                        | Eliud Kipchoge Benson Kipruto Alexander Mutiso      |
| 2:08:10 h                | 3      | Marokko                      | Othmane el-Goumri Mouhcine Outalha Zouhair Talbi    |
| 2:08:10 h                | 3      | Spanien                      | Ibrahim Chakir Tariku Novales Yago Rojo             |
| 2:08:10 h                | 3      | Uganda                       | Victor Kiplangat Stephen Kissa Andrew Rotich Kwemoi |
| 2:08:10 h                | 2      | Australien                   | Brett Robinson Patrick Tiernan                      |
| 2:08:10 h                | 2      | Japan                        | Naoki Koyama Suguru Ōsako                           |
| 2:08:10 h                | 2      | Kanada                       | Cameron Levins Rory Linkletter                      |
| 2:08:10 h                | 2      | Niederlande                  | Khalid Choukoud Abdi Nageeye                        |
| 2:08:10 h                | 2      | Norwegen                     | Zerei Kbrom Mezngi Sondre Nordstad Moen             |
| 2:08:10 h                | 2      | Schweiz                      | Tadesse Abraham Matthias Kyburz                     |
| 2:08:10 h                | 2      | Tansania                     | Gabriel Geay Alphonce Simbu                         |
| 2:08:10 h                | 2      | Vereinigte Staaten           | Conner Mantz Clayton Young                          |
| 2:08:10 h                | 0      | Bahrain                      | Marius Kimutai (Dopingsperre)                       |
| 2:08:10 h                | 1      | Bolivien                     | Héctor Garibay                                      |
| 2:08:10 h                | 1      | Brasilien                    | Daniel do Nascimento                                |
| 2:08:10 h                | 1      | Chile                        | Carlos Díaz                                         |
| 2:08:10 h                | 1      | Dschibuti                    | Hassan Bouh Ibrahim                                 |
| 2:08:10 h                | 1      | Guatemala                    | Alberto González Mindez                             |
| 2:08:10 h                | 1      | Lesotho                      | Tebello Ramakongoana                                |
| 2:08:10 h                | 1      | Peru                         | Cristhian Pacheco                                   |
| 2:08:10 h                | 1      | Portugal                     | Samuel Barata                                       |
| 2:08:10 h                | 1      | Schweden                     | Suldan Hassan                                       |
| 2:08:10 h                | 1      | Simbabwe                     | Isaac Mpofu                                         |
| 2:08:10 h                | 1      | Südafrika                    | Stephen Mokoka                                      |
| 2:08:10 h                | 1      | Türkei                       | Kaan Kigen Özbilen                                  |
| 2:08:10 h                | 1      | Usbekistan                   | Shohrux Davlyatov                                   |
| World Athletics Rankings | 1      | Australien                   | Liam Adams                                          |
| World Athletics Rankings | 1      | Chile                        | Hugo Catrileo                                       |
| World Athletics Rankings | 1      | Südafrika                    | Elroy Gelant                                        |
| World Athletics Rankings | 1      | Vereinigte Staaten           | CJ Albertson                                        |
| Universalstartplatz      | 1      | Amerikanische Jungferninseln | Eduardo Garcia                                      |
| Universalstartplatz      | 1      | Jordanien                    | Mo’ath Alkhawaldeh                                  |
| Universalstartplatz      | 1      | Kap Verde                    | Samuel Freire                                       |
| Universalstartplatz      | 1      | Mongolei                     | Bat-Otschiryn Ser-Od                                |
| Universalstartplatz      | 1      | Nordkorea                    | Han Il-ryong                                        |
| Universalstartplatz      | 1      | Nordmazedonien               | Dario Ivanovski                                     |
| Universalstartplatz      | 1      | Sudan                        | Yaseen Abdalla                                      |
| Universalstartplatz      | 1      | Tschad                       | Valentin Betoudji                                   |
| Einladungsstartplatz     | 1      | Refugee Olympic Team         | Tachlowini Gabriyesos                               |
| Gesamt                   | 80     |                              |                                                     |

#### 20 km Gehen
| Olympianorm              | Plätze | Nation         | Qualifizierte Athleten                            |
| ------------------------ | ------ | -------------- | ------------------------------------------------- |
| 1:20:10 h                | 3      | Australien     | Rhydian Cowley Kyle Swan Declan Tingay            |
| 1:20:10 h                | 3      | China          | Li Yandong Wang Zhaozhao Zhang Jun                |
| 1:20:10 h                | 3      | Ecuador        | David Hurtado Jordy Jiménez Brian Pintado         |
| 1:20:10 h                | 3      | Indien         | Paramjeet Singh Bisht Akshdeep Singh Vikash Singh |
| 1:20:10 h                | 3      | Italien        | Andrea Cosi Francesco Fortunato Massimo Stano     |
| 1:20:10 h                | 3      | Mexiko         | Noel Chama José Luis Doctor Ricardo Ortíz         |
| 1:20:10 h                | 3      | Spanien        | Diego García Álvaro Martín Paul McGrath           |
| 1:20:10 h                | 3      | Japan          | Ryū Hamanishi Kōki Ikeda Yūta Koga                |
| 1:20:10 h                | 2      | Frankreich     | Gabriel Bordier Aurélien Quinion                  |
| 1:20:10 h                | 1      | Brasilien      | Caio Bonfim                                       |
| 1:20:10 h                | 1      | Deutschland    | Christopher Linke                                 |
| 1:20:10 h                | 1      | Finnland       | Aku Partanen                                      |
| 1:20:10 h                | 1      | Guatemala      | José Alejandro Barrondo                           |
| 1:20:10 h                | 1      | Kanada         | Evan Dunfee                                       |
| 1:20:10 h                | 1      | Kenia          | Samuel Gathimba                                   |
| 1:20:10 h                | 0      | Kolumbien      | Éider Arévalo                                     |
| 1:20:10 h                | 1      | Peru           | César Augusto Rodríguez                           |
| 1:20:10 h                | 1      | Polen          | Maher Ben Hlima                                   |
| 1:20:10 h                | 1      | Schweden       | Perseus Karlström                                 |
| 1:20:10 h                | 1      | Türkei         | Salih Korkmaz                                     |
| World Athletics Rankings | 2      | Ungarn         | Máté Helebrandt Bence Venyercsán                  |
| World Athletics Rankings | 1      | Äthiopien      | Misgana Wakuma Fekansa                            |
| World Athletics Rankings | 1      | Brasilien      | Matheus Correa                                    |
| World Athletics Rankings | 1      | Deutschland    | Leo Köpp                                          |
| World Athletics Rankings | 1      | Großbritannien | Callum Wilkinson                                  |
| World Athletics Rankings | 1      | Guatemala      | Erick Barrondo                                    |
| World Athletics Rankings | 1      | Peru           | Luis Henry Campos                                 |
| World Athletics Rankings | 1      | Polen          | Artur Brzozowski                                  |
| World Athletics Rankings | 1      | Slowakei       | Dominik Černý                                     |
| World Athletics Rankings | 1      | Südkorea       | Choe Byeong-kwang                                 |
| World Athletics Rankings | 1      | Ukraine        | Ihor Hlawan                                       |
| Gesamt                   | 48     |                |                                                   |

### Frauen

#### Marathon
| Olympianorm         | Plätze | Nation             | Qualifizierte Athletinnen                             |
| ------------------- | ------ | ------------------ | ----------------------------------------------------- |
| 2:26:50 h           | 3      | Äthiopien          | Alemu Megertu Tigist Assefa Amane Beriso              |
| 2:26:50 h           | 3      | Australien         | Sinead Diver Genevieve Gregson Jessica Stenson        |
| 2:26:50 h           | 3      | Bahrain            | Rose Chelimo Eunice Chumba Tigist Gashaw              |
| 2:26:50 h           | 3      | China              | Bai Li Xia Yuyu Zhang Deshun                          |
| 2:26:50 h           | 3      | Deutschland        | Laura Hottenrott Melat Yisak Kejeta Domenika Mayer    |
| 2:26:50 h           | 3      | Ecuador            | Rosa Chacha Mary Granja Silvia Ortiz                  |
| 2:26:50 h           | 3      | Frankreich         | Mélody Julien Méline Rollin Mekdes Woldu              |
| 2:26:50 h           | 3      | Großbritannien     | Charlotte Purdue Rose Harvey Calli Hauger-Thackery    |
| 2:26:50 h           | 3      | Japan              | Honami Maeda Mao Ichiyama Yuka Suzuki                 |
| 2:26:50 h           | 3      | Kenia              | Peres Jepchirchir Sharon Lokedi Hellen Obiri          |
| 2:26:50 h           | 3      | Marokko            | Kaoutar Farkoussi Fatima Ezzahra Gardadi Rahma Tahiri |
| 2:26:50 h           | 3      | Niederlande        | Nienke Brinkman Sifan Hassan Anne Luijten             |
| 2:26:50 h           | 3      | Peru               | Luz Mery Rojas Gladys Tejeda Thalía Valdivia          |
| 2:26:50 h           | 3      | Spanien            | Majida Maayouf Esther Navarrete Meritxell Soler       |
| 2:26:50 h           | 3      | Südafrika          | Cian Oldknow Gerda Steyn Irvette van Zyl              |
| 2:26:50 h           | 3      | Uganda             | Mercyline Chelangat Rebecca Cheptegei Stella Chesang  |
| 2:26:50 h           | 3      | Vereinigte Staaten | Dakotah Lindwurm Fiona O’Keeffe Emily Sisson          |
| 2:26:50 h           | 2      | Argentinien        | Florencia Borelli Daiana Ocampo                       |
| 2:26:50 h           | 2      | Belgien            | Chloé Herbiet Hanne Verbruggen                        |
| 2:26:50 h           | 2      | Eritrea            | Dolshi Tesfu Nazret Weldu                             |
| 2:26:50 h           | 2      | Israel             | Lonah Chemtai Salpeter Maor Tiyouri                   |
| 2:26:50 h           | 2      | Italien            | Giovanna Epis Sofiia Yaremchuk                        |
| 2:26:50 h           | 2      | Kroatien           | Bojana Bjeljac Matea Parlov Koštro                    |
| 2:26:50 h           | 2      | Mexiko             | Citlali Cristian Margarita Hernández                  |
| 2:26:50 h           | 2      | Mongolei           | Galbadrachyn Chischigsaichan Bajartsogtyn Mönchdsajaa |
| 2:26:50 h           | 2      | Polen              | Aleksandra Lisowska Angelika Mach                     |
| 2:26:50 h           | 2      | Rumänien           | Joan Chelimo Melly Delvine Relin Meringor             |
| 2:26:50 h           | 2      | Tansania           | Jackline Sakilu Magdalena Shauri                      |
| 2:26:50 h           | 2      | Tschechien         | Tereza Hrochová Moira Stewartová                      |
| 2:26:50 h           | 1      | Finnland           | Camilla Richardsson                                   |
| 2:26:50 h           | 1      | Irland             | Fionnuala McCormack                                   |
| 2:26:50 h           | 1      | Kanada             | Malindi Elmore                                        |
| 2:26:50 h           | 1      | Kasachstan         | Malindi Elmore                                        |
| 2:26:50 h           | 1      | Kolumbien          | Schanna Mamaschanowa                                  |
| 2:26:50 h           | 1      | Mauritius          | Marie Perrier                                         |
| 2:26:50 h           | 1      | Neuseeland         | Camille French                                        |
| 2:26:50 h           | 1      | Österreich         | Julia Mayer                                           |
| 2:26:50 h           | 1      | Portugal           | Susana Santos                                         |
| 2:26:50 h           | 1      | Ruanda             | Clémentine Mukandanga                                 |
| 2:26:50 h           | 1      | Schweden           | Carolina Wikström                                     |
| 2:26:50 h           | 1      | Schweiz            | Fabienne Schlumpf                                     |
| 2:26:50 h           | 1      | Türkei             | Sultan Haydar                                         |
| Universalstartplatz | 1      | Bhutan             | Kinzang Lhamo                                         |
| Universalstartplatz | 1      | Bulgarien          | Miliza Mirtschewa                                     |
| Universalstartplatz | 1      | Kirgisistan        | Sardana Trofimowa                                     |
| Universalstartplatz | 1      | Nordkorea          | Ri Kwang-ok                                           |
| Universalstartplatz | 1      | Lesotho            | Mokulubete Blandina Makatisi                          |
| Universalstartplatz | 1      | Namibia            | Helalia Johannes                                      |
| Universalstartplatz | 1      | Nepal              | Santoshi Shrestha                                     |
| Universalstartplatz | 1      | Simbabwe           | Rutendo Nyahora                                       |
| Gesamt              | 80     |                    |                                                       |

#### 20 km Gehen
| Olympianorm | Plätze | Nation       | Qualifizierte Athletinnen                         |
| ----------- | ------ | ------------ | ------------------------------------------------- |
| 1:29:20 h   | 3      | Australien   | Rebecca Henderson Jemima Montag Olivia Sandery    |
| 1:29:20 h   | 3      | China        | Liu Hong Ma Zhenxia Yang Jiayu                    |
| 1:29:20 h   | 3      | Peru         | Mary Luz Andía Kimberly García León Evelyn Inga   |
| 1:29:20 h   | 3      | Spanien      | Laura García-Caro María Pérez Cristina Montesinos |
| 1:29:20 h   | 2      | Brasilien    | Viviane Lyra Érica de Sena                        |
| 1:29:20 h   | 2      | Ecuador      | Magaly Bonilla Glenda Morejón                     |
| 1:29:20 h   | 2      | Frankreich   | Clémence Beretta Pauline Stey                     |
| 1:29:20 h   | 2      | Italien      | Eleonora Giorgi Antonella Palmisano               |
| 1:29:20 h   | 2      | Japan        | Nanako Fujii Kumiko Okada                         |
| 1:29:20 h   | 2      | Ukraine      | Marija Sacharuk Olena Sobtschuk                   |
| 1:29:20 h   | 1      | Deutschland  | Saskia Feige                                      |
| 1:29:20 h   | 1      | Griechenland | Antigoni Drisbioti                                |
| 1:29:20 h   | 1      | Indien       | Priyanka Goswami                                  |
| 1:29:20 h   | 1      | Kolumbien    | Sandra Arenas                                     |
| 1:29:20 h   | 1      | Mexiko       | Alegna González                                   |
| 1:29:20 h   | 1      | Portugal     | Ana Cabecinha                                     |
| Gesamt      | 48     |              |                                                   |

## Springen und Werfen

### Männer

#### Hochsprung
| Olympianorm              | Plätze | Nation             | Qualifizierte Athleten                               |
| ------------------------ | ------ | ------------------ | ---------------------------------------------------- |
| 2,33 m                   | 2      | Vereinigte Staaten | JuVaughn Harrison Shelby McEwen                      |
| 2,33 m                   | 1      | Deutschland        | Tobias Potye                                         |
| 2,33 m                   | 1      | Italien            | Gianmarco Tamberi                                    |
| 2,33 m                   | 1      | Katar              | Mutaz Essa Barshim                                   |
| 2,33 m                   | 1      | Kuba               | Luis Zayas                                           |
| 2,33 m                   | 1      | Neuseeland         | Hamish Kerr                                          |
| 2,33 m                   | 1      | Polen              | Norbert Kobielski                                    |
| 2,33 m                   | 1      | Südkorea           | Woo Sang-hyeok                                       |
| World Athletics Rankings | 3      | Australien         | Yual Reath Brandon Starc Joel Baden                  |
| World Athletics Rankings | 3      | Ukraine            | Oleh Doroschtschuk Andrij Prozenko Wladyslaw Lawskyj |
| World Athletics Rankings | 2      | Japan              | Ryōichi Akamatsu Tomohiro Shinno                     |
| World Athletics Rankings | 2      | Mexiko             | Erick Portillo Edgar Rivera                          |
| World Athletics Rankings | 1      | Bahamas            | Donald Thomas                                        |
| World Athletics Rankings | 1      | Belgien            | Thomas Carmoy                                        |
| World Athletics Rankings | 1      | Bulgarien          | Tichomir Iwanow                                      |
| World Athletics Rankings | 1      | Brasilien          | Fernando Ferreira                                    |
| World Athletics Rankings | 1      | China              | Wang Zhen                                            |
| World Athletics Rankings | 1      | Indien             | Sarvesh Anil Kushare                                 |
| World Athletics Rankings | 1      | Italien            | Stefano Sottile                                      |
| World Athletics Rankings | 1      | Jamaika            | Romaine Beckford                                     |
| World Athletics Rankings | 1      | Puerto Rico        | Luís Castro                                          |
| World Athletics Rankings | 1      | Südafrika          | Brian Raats                                          |
| World Athletics Rankings | 1      | Tschechien         | Jan Štefela                                          |
| World Athletics Rankings | 1      | Türkei             | Alperen Acet                                         |
| World Athletics Rankings | 1      | Vereinigte Staaten | Vernon Turner                                        |
| Gesamt                   | 32     |                    |                                                      |

#### Stabhochsprung
| Olympianorm              | Plätze | Nation             | Qualifizierte Athleten                          |
| ------------------------ | ------ | ------------------ | ----------------------------------------------- |
| 5,82 m                   | 3      | Deutschland        | Bo Kanda Lita Baehre Torben Blech Oleg Zernikel |
| 5,82 m                   | 3      | Vereinigte Staaten | Sam Kendricks Christopher Nilsen Jacob Wooten   |
| 5,82 m                   | 2      | Norwegen           | Sondre Guttormsen Pål Haugen Lillefosse         |
| 5,82 m                   | 1      | Australien         | Kurtis Marschall                                |
| 5,82 m                   | 1      | Belgien            | Ben Broeders                                    |
| 5,82 m                   | 1      | Frankreich         | Thibaut Collet                                  |
| 5,82 m                   | 1      | Griechenland       | Emmanouil Karalis                               |
| 5,82 m                   | 1      | Italien            | Claudio Stecchi                                 |
| 5,82 m                   | 1      | Niederlande        | Menno Vloon                                     |
| 5,82 m                   | 1      | Philippinen        | Ernest John Obiena                              |
| 5,82 m                   | 1      | Polen              | Piotr Lisek                                     |
| 5,82 m                   | 1      | Portugal           | Pedro Buaró                                     |
| 5,82 m                   | 1      | Schweden           | Armand Duplantis                                |
| 5,82 m                   | 1      | Türkei             | Ersu Şaşma                                      |
| World Athletics Rankings | 3      | China              | Huang Bokai Zhong Tao Yao Jie                   |
| World Athletics Rankings | 2      | Frankreich         | Robin Emig Baptiste Thiery                      |
| World Athletics Rankings | 2      | Tschechien         | David Holy Matěj Ščerba                         |
| World Athletics Rankings | 1      | Finnland           | Urho Kujanpää                                   |
| World Athletics Rankings | 1      | Katar              | Seif Heneida                                    |
| World Athletics Rankings | 1      | Lettland           | Valters Kreišs                                  |
| World Athletics Rankings | 1      | Norwegen           | Simen Guttormsen                                |
| World Athletics Rankings | 1      | Polen              | Robert Sobera                                   |
| World Athletics Rankings | 1      | Saudi-Arabien      | Hussain Al Hizam                                |
| Gesamt                   | 32     |                    |                                                 |

#### Weitsprung
| Olympianorm              | Plätze | Nation             | Qualifizierte Athleten                         |
| ------------------------ | ------ | ------------------ | ---------------------------------------------- |
| 8,27 m                   | 3      | Jamaika            | Tajay Gayle Carey McLeod Wayne Pinnock         |
| 8,27 m                   | 1      | Australien         | Chris Mitrevski                                |
| 8,27 m                   | 1      | China              | Wang Jianan                                    |
| 8,27 m                   | 1      | Griechenland       | Miltiadis Tendoglou                            |
| 8,27 m                   | 0      | Indien             | Murali Sreeshankar                             |
| 8,27 m                   | 1      | Italien            | Mattia Furlani                                 |
| 8,27 m                   | 1      | Japan              | Yūki Hashioka                                  |
| 8,27 m                   | 1      | Kroatien           | Filip Pravdica                                 |
| 8,27 m                   | 0      | Kuba               | Lester Lescay                                  |
| 8,27 m                   | 1      | Schweiz            | Simon Ehammer                                  |
| 8,27 m                   | 1      | Südafrika          | Jovan van Vuuren                               |
| 8,27 m                   | 1      | Chinesisch Taipeh  | Lin Yu-tang                                    |
| World Athletics Rankings | 3      | Vereinigte Staaten | William Williams Jarrion Lawson Jeremiah Davis |
| World Athletics Rankings | 2      | China              | Zhang Mingkun Shi Yuhao                        |
| World Athletics Rankings | 2      | Tschechien         | Radek Juška Petr Meindlschmid                  |
| World Athletics Rankings | 1      | Australien         | Liam Adcock                                    |
| World Athletics Rankings | 1      | Brasilien          | Lucas dos Santos                               |
| World Athletics Rankings | 1      | Bulgarien          | Boschidar Sarabojukow                          |
| World Athletics Rankings | 1      | Deutschland        | Simon Batz                                     |
| World Athletics Rankings | 1      | Frankreich         | Tom Campagne                                   |
| World Athletics Rankings | 1      | Großbritannien     | Jacob Fincham-Dukes                            |
| World Athletics Rankings | 1      | Indien             | Jeswin Aldrin                                  |
| World Athletics Rankings | 1      | Kolumbien          | Arnovis Dalmero                                |
| World Athletics Rankings | 1      | Kuba               | Alejandro Parada                               |
| World Athletics Rankings | 1      | Schweden           | Thobias Montler                                |
| World Athletics Rankings | 1      | Südafrika          | Cheswill Johnson                               |
| World Athletics Rankings | 1      | Uruguay            | Emiliano Lasa                                  |
| World Athletics Rankings | 1      | Usbekistan         | Anvar Anvarov                                  |
| Gesamt                   | 32     |                    |                                                |

#### Dreisprung
| Olympianorm              | Plätze | Nation             | Qualifizierte Athleten                |
| ------------------------ | ------ | ------------------ | ------------------------------------- |
| 17,22 m                  | 2      | Kuba               | Lázaro Martínez Cristian Nápoles      |
| 17,22 m                  | 2      | Vereinigte Staaten | Salif Mane Donald Scott               |
| 17,22 m                  | 1      | Algerien           | Yasser Triki                          |
| 17,22 m                  | 1      | Brasilien          | Almir dos Santos                      |
| 17,22 m                  | 1      | Burkina Faso       | Hugues Fabrice Zango                  |
| 17,22 m                  | 1      | Frankreich         | Thomas Gogois                         |
| 17,22 m                  | 1      | Italien            | Andy Díaz                             |
| 17,22 m                  | 1      | Jamaika            | Jaydon Hibbert                        |
| 17,22 m                  | 1      | Portugal           | Pedro Pichardo                        |
| 17,22 m                  | 1      | Spanien            | Jordan Díaz                           |
| World Athletics Rankings | 3      | China              | Zhu Yaming Fang Yaoqing Su Wen        |
| World Athletics Rankings | 2      | Indien             | Abdulla Aboobacker Praveen Chithravel |
| World Athletics Rankings | 2      | Italien            | Emmanuel Ihemeje Andrea Dallavalle    |
| World Athletics Rankings | 1      | Australien         | Connor Murphy                         |
| World Athletics Rankings | 1      | Bermuda            | Jah-Nhai Perinchief                   |
| World Athletics Rankings | 1      | Deutschland        | Max Heß                               |
| World Athletics Rankings | 1      | Frankreich         | Jean-Marc Pontvianne                  |
| World Athletics Rankings | 1      | Jamaika            | Jordan Scott                          |
| World Athletics Rankings | 1      | Kolumbien          | Geiner Moreno                         |
| World Athletics Rankings | 1      | Kuba               | Andy Hechavarría                      |
| World Athletics Rankings | 1      | Neuseeland         | Ethan Olivier                         |
| World Athletics Rankings | 1      | Portugal           | Tiago Pereira                         |
| World Athletics Rankings | 1      | Südkorea           | Kim Jang-woo                          |
| World Athletics Rankings | 1      | Türkei             | Necati Er                             |
| World Athletics Rankings | 1      | Venezuela          | Leodán Torrealba                      |
| World Athletics Rankings | 1      | Vereinigte Staaten | Will Claye                            |
| Gesamt                   | 32     |                    |                                       |

#### Kugelstoßen
| Olympianorm              | Plätze | Nation                  | Qualifizierte Athleten                   |
| ------------------------ | ------ | ----------------------- | ---------------------------------------- |
| 21,58 m                  | 3      | Vereinigte Staaten      | Ryan Crouser Joe Kovacs Payton Otterdahl |
| 21,58 m                  | 2      | Italien                 | Leonardo Fabbri Zane Weir                |
| 21,58 m                  | 2      | Neuseeland              | Jacko Gill Tomas Walsh                   |
| 21,58 m                  | 1      | Brasilien               | Darlan Romani                            |
| 21,58 m                  | 1      | Jamaika                 | Rajindra Campbell                        |
| 21,58 m                  | 1      | Kroatien                | Filip Mihaljević                         |
| 21,58 m                  | 1      | Luxemburg               | Bob Bertemes                             |
| 21,58 m                  | 1      | Mexiko                  | Uziel Muñoz                              |
| 21,58 m                  | 1      | Nigeria                 | Chukwuebuka Enekwechi                    |
| 21,58 m                  | 1      | Saudi-Arabien           | Mohammed Tolo                            |
| 21,58 m                  | 1      | Tschechien              | Tomáš Staněk                             |
| World Athletics Rankings | 2      | Ägypten                 | Mostafa Amr Hassan Mohamed Magdi Hamza   |
| World Athletics Rankings | 2      | Polen                   | Michał Haratyk Konrad Bukowiecki         |
| World Athletics Rankings | 2      | Portugal                | Francisco Belo Tsanko Arnaudov           |
| World Athletics Rankings | 1      | Argentinien             | Nazareno Sasia                           |
| World Athletics Rankings | 1      | Bosnien und Herzegowina | Mesud Pezer                              |
| World Athletics Rankings | 1      | Brasilien               | Welington Morais                         |
| World Athletics Rankings | 1      | Großbritannien          | Scott Lincoln                            |
| World Athletics Rankings | 1      | Indien                  | Tejinder Pal Singh                       |
| World Athletics Rankings | 1      | Irland                  | Eric Favors                              |
| World Athletics Rankings | 1      | Norwegen                | Marcus Thomsen                           |
| World Athletics Rankings | 1      | Rumänien                | Andrei Toader                            |
| World Athletics Rankings | 1      | Serbien                 | Armin Sinančević                         |
| World Athletics Rankings | 1      | Südafrika               | Kyle Blignaut                            |
| World Athletics Rankings | 1      | Ukraine                 | Roman Kokoschko                          |
| Gesamt                   | 32     |                         |                                          |

#### Diskuswurf
| Olympianorm              | Plätze | Nation             | Qualifizierte Athleten                    |
| ------------------------ | ------ | ------------------ | ----------------------------------------- |
| 67,20 m                  | 3      | Deutschland        | Henrik Janssen Clemens Prüfer Mika Sosna  |
| 67,20 m                  | 3      | Jamaika            | Ralford Mullings Traves Smikle Rojé Stona |
| 67,20 m                  | 2      | Litauen            | Mykolas Alekna Andrius Gudžius            |
| 67,20 m                  | 2      | Vereinigte Staaten | Joseph Brown Andrew Evans                 |
| 67,20 m                  | 1      | Australien         | Matthew Denny                             |
| 67,20 m                  | 1      | Chile              | Claudio Romero                            |
| 67,20 m                  | 1      | Frankreich         | Tom Reux                                  |
| 67,20 m                  | 1      | Großbritannien     | Nicholas Percy                            |
| 67,20 m                  | 1      | Kolumbien          | Mauricio Ortega                           |
| 67,20 m                  | 1      | Neuseeland         | Connor Bell                               |
| 67,20 m                  | 1      | Österreich         | Lukas Weißhaidinger                       |
| 67,20 m                  | 1      | Samoa              | Alex Rose                                 |
| 67,20 m                  | 1      | Schweden           | Daniel Ståhl                              |
| 67,20 m                  | 1      | Slowenien          | Kristjan Čeh                              |
| 67,20 m                  | 1      | Südafrika          | Francois Prinsloo                         |
| World Athletics Rankings | 1      | Algerien           | Oussama Khennoussi                        |
| World Athletics Rankings | 1      | Belgien            | Philip Milanov                            |
| World Athletics Rankings | 1      | Ecuador            | Juan Caicedo                              |
| World Athletics Rankings | 1      | Frankreich         | Lolassonn Djouhan                         |
| World Athletics Rankings | 1      | Großbritannien     | Lawrence Okoye                            |
| World Athletics Rankings | 1      | Kroatien           | Martin Marković                           |
| World Athletics Rankings | 1      | Kuba               | Mario Díaz                                |
| World Athletics Rankings | 1      | Litauen            | Martynas Alekna                           |
| World Athletics Rankings | 1      | Rumänien           | Alin Firfirică                            |
| World Athletics Rankings | 1      | Südafrika          | Victor Hogan                              |
| World Athletics Rankings | 1      | Vereinigte Staaten | Sam Mattis                                |
| Gesamt                   | 32     |                    |                                           |

#### Hammerwurf
| Olympianorm              | Plätze | Nation             | Qualifizierte Athleten                      |
| ------------------------ | ------ | ------------------ | ------------------------------------------- |
| 78,20 m                  | 2      | Polen              | Paweł Fajdek Wojciech Nowicki               |
| 78,20 m                  | 2      | Vereinigte Staaten | Daniel Haugh Rudy Winkler                   |
| 78,20 m                  | 1      | Deutschland        | Merlin Hummel                               |
| 78,20 m                  | 1      | Frankreich         | Yann Chaussinand                            |
| 78,20 m                  | 1      | Kanada             | Ethan Katzberg                              |
| 78,20 m                  | 1      | Niederlande        | Denzel Comenentia                           |
| 78,20 m                  | 1      | Ukraine            | Mychajlo Kochan                             |
| 78,20 m                  | 1      | Ungarn             | Bence Halász                                |
| World Athletics Rankings | 2      | Chile              | Gabriel Kehr Humberto Mansilla              |
| World Athletics Rankings | 2      | Griechenland       | Christos Frantzeskakis Michalis Anastasakis |
| World Athletics Rankings | 2      | Kanada             | Rowan Hamilton Adam Keenan                  |
| World Athletics Rankings | 2      | Norwegen           | Eivind Henriksen Thomas Mardal              |
| World Athletics Rankings | 2      | Tschechien         | Volodymyr Myslyvčuk Patrik Hájek            |
| World Athletics Rankings | 2      | Ungarn             | Dániel Rába Donát Varga                     |
| World Athletics Rankings | 1      | Ägypten            | Mostafa el-Gamel                            |
| World Athletics Rankings | 1      | Argentinien        | Joaquín Gómez                               |
| World Athletics Rankings | 1      | China              | Wang Qi                                     |
| World Athletics Rankings | 1      | Deutschland        | Sören Klose                                 |
| World Athletics Rankings | 1      | Kroatien           | Matija Gregurić                             |
| World Athletics Rankings | 1      | Mexiko             | Diego del Real                              |
| World Athletics Rankings | 1      | Moldau             | Serghei Marghiev                            |
| World Athletics Rankings | 1      | Puerto Rico        | Jerome Vega                                 |
| World Athletics Rankings | 1      | Schweden           | Ragnar Carlsson                             |
| World Athletics Rankings | 1      | Türkei             | Özkan Baltacı                               |
| Gesamt                   | 32     |                    |                                             |

#### Speerwurf
| Olympianorm              | Plätze | Nation              | Qualifizierte Athleten                         |
| ------------------------ | ------ | ------------------- | ---------------------------------------------- |
| 85,50 m                  | 2      | Deutschland         | Max Dehning Julian Weber                       |
| 85,50 m                  | 2      | Indien              | Neeraj Chopra Kishore Jena                     |
| 85,50 m                  | 1      | Brasilien           | Luiz Mauricio da Silva                         |
| 85,50 m                  | 1      | Finnland            | Oliver Helander                                |
| 85,50 m                  | 1      | Frankreich          | Teura’itera’i Tupaia                           |
| 85,50 m                  | 1      | Grenada             | Anderson Peters                                |
| 85,50 m                  | 1      | Litauen             | Edis Matusevičius                              |
| 85,50 m                  | 1      | Pakistan            | Arshad Nadeem                                  |
| 85,50 m                  | 1      | Tschechien          | Jakub Vadlejch                                 |
| World Athletics Rankings | 3      | Polen               | Marcin Krukowski Cyprian Mrzygłód Dawid Wegner |
| World Athletics Rankings | 2      | Ägypten             | Ihab Abdelrahman Moustafa Mahmoud              |
| World Athletics Rankings | 2      | Finnland            | Lassi Etelätalo Toni Keränen                   |
| World Athletics Rankings | 2      | Lettland            | Patriks Gailums Gatis Čakšs                    |
| World Athletics Rankings | 1      | Australien          | Cameron McEntyre                               |
| World Athletics Rankings | 1      | Belgien             | Timothy Herman                                 |
| World Athletics Rankings | 1      | Brasilien           | Pedro Henrique Rodrigues                       |
| World Athletics Rankings | 1      | Japan               | Genki Dean                                     |
| World Athletics Rankings | 1      | Kenia               | Julius Yego                                    |
| World Athletics Rankings | 1      | Moldau              | Andrian Mardare                                |
| World Athletics Rankings | 1      | Nigeria             | Chinecherem Nnamdi                             |
| World Athletics Rankings | 1      | Portugal            | Leandro Ramos                                  |
| World Athletics Rankings | 1      | Rumänien            | Alexandru Novac                                |
| World Athletics Rankings | 1      | Trinidad und Tobago | Keshorn Walcott                                |
| World Athletics Rankings | 1      | Ukraine             | Artur Felfner                                  |
| World Athletics Rankings | 1      | Vereinigte Staaten  | Curtis Thompson                                |
| Gesamt                   | 32     |                     |                                                |

### Frauen

#### Hochsprung
| Olympianorm              | Plätze | Nation             | Qualifizierte Athletinnen                                      |
| ------------------------ | ------ | ------------------ | -------------------------------------------------------------- |
| 1,97 m                   | 3      | Ukraine            | Iryna Heraschtschenko Julija Lewtschenko Jaroslawa Mahutschich |
| 1,97 m                   | 2      | Australien         | Nicola Olyslagers Eleanor Patterson                            |
| 1,97 m                   | 2      | Vereinigte Staaten | Vashti Cunningham Rachel Glenn                                 |
| 1,97 m                   | 1      | Finnland           | Ella Junnila                                                   |
| 1,97 m                   | 1      | Ghana              | Rose Yeboah                                                    |
| 1,97 m                   | 1      | Großbritannien     | Morgan Lake                                                    |
| 1,97 m                   | 1      | Jamaika            | Lamara Distin                                                  |
| 1,97 m                   | 1      | Litauen            | Airinė Palšytė                                                 |
| 1,97 m                   | 1      | Nigeria            | Temitope Adeshina                                              |
| 1,97 m                   | 1      | Polen              | Maria Żodzik                                                   |
| 1,97 m                   | 1      | Serbien            | Angelina Topić                                                 |
| 1,97 m                   | 1      | Zypern             | Elena Kulichenko                                               |
| World Athletics Rankings | 2      | Deutschland        | Christina Honsel Imke Onnen                                    |
| World Athletics Rankings | 2      | Frankreich         | Nawal Meniker Solène Gicquel                                   |
| World Athletics Rankings | 2      | Griechenland       | Tatiana Gousin Panagiota Dosi                                  |
| World Athletics Rankings | 2      | Kasachstan         | Nadeschda Dubowizkaja Jelisaweta Matwejewa                     |
| World Athletics Rankings | 1      | Brasilien          | Valdiléia Martins                                              |
| World Athletics Rankings | 1      | Bulgarien          | Mirela Demirewa                                                |
| World Athletics Rankings | 1      | Estland            | Elisabeth Pihela                                               |
| World Athletics Rankings | 1      | Rumänien           | Daniela Stanciu                                                |
| World Athletics Rankings | 1      | Slowenien          | Lia Apostolovski                                               |
| World Athletics Rankings | 1      | Tschechien         | Michaela Hrubá                                                 |
| World Athletics Rankings | 1      | Türkei             | Buse Savaşkan                                                  |
| World Athletics Rankings | 1      | Usbekistan         | Safina Saʼdullayeva                                            |
| Gesamt                   | 32     |                    |                                                                |

#### Stabhochsprung
| Olympianorm              | Plätze | Nation             | Qualifizierte Athletinnen                         |
| ------------------------ | ------ | ------------------ | ------------------------------------------------- |
| 4,73 m                   | 3      | Vereinigte Staaten | Katie Moon Sandi Morris Bridget Williams          |
| 4,73 m                   | 1      | Australien         | Nina Kennedy                                      |
| 4,73 m                   | 1      | Finnland           | Wilma Murto                                       |
| 4,73 m                   | 1      | Griechenland       | Katerina Stefanidi                                |
| 4,73 m                   | 1      | Großbritannien     | Molly Caudery                                     |
| 4,73 m                   | 1      | Italien            | Roberta Bruni                                     |
| 4,73 m                   | 1      | Kanada             | Alysha Newman                                     |
| 4,73 m                   | 1      | Neuseeland         | Eliza McCartney                                   |
| 4,73 m                   | 1      | Slowenien          | Tina Šutej                                        |
| 4,73 m                   | 1      | Schweiz            | Angelica Moser                                    |
| 4,73 m                   | 1      | Tschechien         | Amálie Švábíková                                  |
| World Athletics Rankings | 3      | Frankreich         | Margot Chevrier Ninon Chapelle Marie-Julie Bonnin |
| World Athletics Rankings | 2      | China              | Li Ling Niu Chunge                                |
| World Athletics Rankings | 2      | Griechenland       | Eleni-Klaoudia Polak Ariadni Adamopoulou          |
| World Athletics Rankings | 2      | Neuseeland         | Olivia McTaggart Imogen Ayris                     |
| World Athletics Rankings | 1      | Brasilien          | Juliana Campos                                    |
| World Athletics Rankings | 1      | Deutschland        | Anjuli Knäsche                                    |
| World Athletics Rankings | 1      | Finnland           | Elina Lampela                                     |
| World Athletics Rankings | 1      | Großbritannien     | Holly Bradshaw                                    |
| World Athletics Rankings | 1      | Italien            | Elisa Molinarolo                                  |
| World Athletics Rankings | 1      | Kanada             | Anicka Newell                                     |
| World Athletics Rankings | 1      | Norwegen           | Lene Retzius                                      |
| World Athletics Rankings | 1      | Schweiz            | Pascale Stöcklin                                  |
| World Athletics Rankings | 1      | Ungarn             | Hanga Klekner                                     |
| World Athletics Rankings | 1      | Venezuela          | Robeilys Peinado                                  |
| Gesamt                   | 32     |                    |                                                   |

#### Weitsprung
| Olympianorm              | Plätze | Nation             | Qualifizierte Athletinnen                        |
| ------------------------ | ------ | ------------------ | ------------------------------------------------ |
| 6,86 m                   | 3      | Vereinigte Staaten | Tara Davis-Woodhall Jasmine Moore Monae’ Nichols |
| 6,86 m                   | 2      | Deutschland        | Mikaelle Assani Malaika Mihambo                  |
| 6,86 m                   | 2      | Serbien            | Milica Gardašević Ivana Španović                 |
| 6,86 m                   | 1      | Bulgarien          | Plamena Mitkowa                                  |
| 6,86 m                   | 1      | Burkina Faso       | Marthe Koala                                     |
| 6,86 m                   | 1      | Frankreich         | Hilary Kpatcha                                   |
| 6,86 m                   | 1      | Italien            | Larissa Iapichino                                |
| 6,86 m                   | 1      | Japan              | Sumire Hata                                      |
| 6,86 m                   | 1      | Kolumbien          | Natalia Linares                                  |
| 6,86 m                   | 1      | Nigeria            | Ruth Usoro                                       |
| 6,86 m                   | 1      | Portugal           | Agate de Sousa                                   |
| 6,86 m                   | 1      | Rumänien           | Alina Rotaru-Kottmann                            |
| World Athletics Rankings | 2      | Brasilien          | Eliane Martins Lissandra Campos                  |
| World Athletics Rankings | 2      | Jamaika            | Chanice Porter Ackelia Smith                     |
| World Athletics Rankings | 2      | Nigeria            | Ese Brume Prestina Ochonogor                     |
| World Athletics Rankings | 2      | Spanien            | Fátima Diame Tessy Ebosele                       |
| World Athletics Rankings | 1      | Ägypten            | Esraa Owis                                       |
| World Athletics Rankings | 1      | Australien         | Brooke Buschkuehl                                |
| World Athletics Rankings | 1      | China              | Xiong Shiqi                                      |
| World Athletics Rankings | 1      | Deutschland        | Maryse Luzolo                                    |
| World Athletics Rankings | 1      | Ungarn             | Petra Bánhidi-Farkas                             |
| World Athletics Rankings | 1      | Niederlande        | Pauline Hondema                                  |
| World Athletics Rankings | 1      | Polen              | Nikola Horowska                                  |
| World Athletics Rankings | 1      | Rumänien           | Florentina Iușco                                 |
| Gesamt                   | 32     |                    |                                                  |

#### Dreisprung
| Olympianorm              | Plätze | Nation             | Qualifizierte Athletinnen                |
| ------------------------ | ------ | ------------------ | ---------------------------------------- |
| 14,55 m                  | 2      | Jamaika            | Shanieka Ricketts Kimberly Williams      |
| 14,55 m                  | 2      | Kuba               | Leyanis Pérez Liadagmis Povea            |
| 14,55 m                  | 1      | Dominica           | Thea LaFond                              |
| 14,55 m                  | 1      | Frankreich         | Ilionis Guillaume                        |
| 14,55 m                  | 1      | Spanien            | Ana Peleteiro-Compaoré                   |
| 14,55 m                  | 1      | Türkei             | Tuğba Danışmaz                           |
| 14,55 m                  | 1      | Ukraine            | Maryna Bech-Romantschuk                  |
| 14,55 m                  | 0      | Venezuela          | Yulimar Rojas                            |
| World Athletics Rankings | 3      | Rumänien           | Diana Ion Florentina Iușco Elena Taloș   |
| World Athletics Rankings | 3      | Vereinigte Staaten | Tori Franklin Jasmine Moore Keturah Orji |
| World Athletics Rankings | 2      | Italien            | Ottavia Cestonaro Dariya Derkach         |
| World Athletics Rankings | 2      | Litauen            | Dovilė Kilty Diana Zagainova             |
| World Athletics Rankings | 1      | Bahamas            | Charisma Taylor                          |
| World Athletics Rankings | 1      | Brasilien          | Gabriele dos Santos                      |
| World Athletics Rankings | 1      | Bulgarien          | Gabriela Petrowa                         |
| World Athletics Rankings | 1      | China              | Zeng Rui                                 |
| World Athletics Rankings | 1      | Finnland           | Senni Salminen                           |
| World Athletics Rankings | 1      | Jamaika            | Ackelia Smith                            |
| World Athletics Rankings | 1      | Japan              | Mariko Morimoto                          |
| World Athletics Rankings | 1      | Lettland           | Rūta Kate Lasmane                        |
| World Athletics Rankings | 1      | Senegal            | Saly Sarr                                |
| World Athletics Rankings | 1      | Slowenien          | Neja Filipič                             |
| World Athletics Rankings | 1      | Schweden           | Maja Åskag                               |
| World Athletics Rankings | 1      | Ukraine            | Olha Korsun                              |
| World Athletics Rankings | 1      | Usbekistan         | Sharifa Davronova                        |
| Gesamt                   | 32     |                    |                                          |

#### Kugelstoßen
| Olympianorm              | Plätze | Nation              | Qualifizierte Athletinnen               |
| ------------------------ | ------ | ------------------- | --------------------------------------- |
| 18,80 m                  | 3      | Vereinigte Staaten  | Chase Jackson Jaida Ross Raven Saunders |
| 18,80 m                  | 2      | China               | Gong Lijiao Song Jiayuan                |
| 18,80 m                  | 2      | Deutschland         | Katharina Maisch Yemisi Ogunleye        |
| 18,80 m                  | 2      | Niederlande         | Jorinde van Klinken Jessica Schilder    |
| 18,80 m                  | 1      | Portugal            | Auriol Dongmo Jéssica Inchude           |
| 18,80 m                  | 2      | Schweden            | Axelina Johansson Fanny Roos            |
| 18,80 m                  | 1      | Jamaika             | Danniel Thomas-Dodd                     |
| 18,80 m                  | 1      | Kanada              | Sarah Mitton                            |
| 18,80 m                  | 1      | Neuseeland          | Maddison-Lee Wesche                     |
| World Athletics Rankings | 2      | Chile               | Ivana Gallardo Natalia Duco             |
| World Athletics Rankings | 2      | Südafrika           | Miné de Klerk Ashley Erasmus            |
| World Athletics Rankings | 1      | Brasilien           | Ana Caroline Silva                      |
| World Athletics Rankings | 1      | China               | Sun Yue                                 |
| World Athletics Rankings | 1      | Deutschland         | Alina Kenzel                            |
| World Athletics Rankings | 1      | Indien              | Abha Khatua                             |
| World Athletics Rankings | 1      | Island              | Erna Sóley Gunnarsdóttir                |
| World Athletics Rankings | 1      | Jamaika             | Lloydricia Cameron                      |
| World Athletics Rankings | 1      | Moldau              | Dimitriana Bezede                       |
| World Athletics Rankings | 1      | Niederlande         | Alida van Daalen                        |
| World Athletics Rankings | 1      | Polen               | Klaudia Kardasz                         |
| World Athletics Rankings | 1      | Portugal            | Eliana Bandeira                         |
| World Athletics Rankings | 1      | Spanien             | María Belén Toimil                      |
| World Athletics Rankings | 1      | Trinidad und Tobago | Portious Warren                         |
| World Athletics Rankings | 1      | Türkei              | Emel Dereli                             |
| Gesamt                   | 32     |                     |                                         |

#### Diskuswurf
| Olympianorm              | Plätze | Nation             | Qualifizierte Athletinnen                       |
| ------------------------ | ------ | ------------------ | ----------------------------------------------- |
| 64,50 m                  | 3      | Deutschland        | Kristin Pudenz Marike Steinacker Claudine Vita  |
| 64,50 m                  | 0      | Kuba               | Denia Caballero Yaimé Pérez                     |
| 64,50 m                  | 2      | Niederlande        | Alida van Daalen Jorinde van Klinken            |
| 64,50 m                  | 2      | Portugal           | Liliana Cá Irina Rodrigues                      |
| 64,50 m                  | 2      | Vereinigte Staaten | Valarie Allman Veronica Fraley                  |
| 64,50 m                  | 1      | Brasilien          | Izabela da Silva                                |
| 64,50 m                  | 1      | China              | Feng Bin                                        |
| 64,50 m                  | 1      | Kroatien           | Sandra Elkasević                                |
| 64,50 m                  | 1      | Litauen            | Ieva Gumbs                                      |
| World Athletics Rankings | 3      | Nigeria            | Obiageri Amaechi Ashley Anumba Chioma Onyekwere |
| World Athletics Rankings | 2      | Kuba               | Silinda Oneisi Morales Melany del Pilar Matheus |
| World Athletics Rankings | 2      | Schweden           | Vanessa Kamga Caisa-Marie Lindfors              |
| World Athletics Rankings | 1      | Australien         | Taryn Gollshewsky                               |
| World Athletics Rankings | 1      | Brasilien          | Andressa de Morais                              |
| World Athletics Rankings | 1      | China              | Jiang Zhichao                                   |
| World Athletics Rankings | 1      | Dänemark           | Lisa Brix Pedersen                              |
| World Athletics Rankings | 1      | Kroatien           | Marija Tolj                                     |
| World Athletics Rankings | 1      | Frankreich         | Mélina Robert-Michon                            |
| World Athletics Rankings | 1      | Jamaika            | Samantha Hall                                   |
| World Athletics Rankings | 1      | Italien            | Daisy Osakue                                    |
| World Athletics Rankings | 1      | Moldau             | Alexandra Emilianov                             |
| World Athletics Rankings | 1      | Polen              | Daria Zabawska                                  |
| World Athletics Rankings | 1      | Thailand           | Subenrat Insaeng                                |
| World Athletics Rankings | 1      | Vereinigte Staaten | Jayden Ulrich                                   |
| Gesamt                   | 32     |                    |                                                 |

#### Hammerwurf
| Olympianorm              | Plätze | Nation             | Qualifizierte Athletinnen                       |
| ------------------------ | ------ | ------------------ | ----------------------------------------------- |
| 74,00 m                  | 3      | Vereinigte Staaten | Annette Echikunwoke Rachel Tanczos DeAnna Price |
| 74,00 m                  | 2      | China              | Wang Zheng Zhao Jie                             |
| 74,00 m                  | 2      | Finnland           | Silja Kosonen Krista Tervo                      |
| 74,00 m                  | 1      | Aserbaidschan      | Hanna Skydan                                    |
| 74,00 m                  | 1      | Italien            | Sara Fantini                                    |
| 74,00 m                  | 1      | Kanada             | Camryn Rogers                                   |
| 74,00 m                  | 1      | Moldau             | Zalina Marghieva                                |
| 74,00 m                  | 1      | Polen              | Anita Włodarczyk                                |
| 74,00 m                  | 1      | Rumänien           | Bianca Ghelber                                  |
| World Athletics Rankings | 2      | Frankreich         | Rose Loga Alexandra Tavernier                   |
| World Athletics Rankings | 1      | Algerien           | Zahra Tatar                                     |
| World Athletics Rankings | 1      | Australien         | Stephanie Ratcliffe                             |
| World Athletics Rankings | 1      | Belgien            | Vanessa Sterckendries                           |
| World Athletics Rankings | 1      | China              | Li Jiangyan                                     |
| World Athletics Rankings | 1      | Dänemark           | Katrine Koch Jacobsen                           |
| World Athletics Rankings | 1      | Finnland           | Suvi Koskinen                                   |
| World Athletics Rankings | 1      | Griechenland       | Stamatia Skarvelis                              |
| World Athletics Rankings | 1      | Irland             | Nicola Tuthill                                  |
| World Athletics Rankings | 1      | Kolumbien          | Mayra Gaviria                                   |
| World Athletics Rankings | 1      | Neuseeland         | Lauren Bruce                                    |
| World Athletics Rankings | 1      | Nigeria            | Oyesade Olatoye                                 |
| World Athletics Rankings | 1      | Norwegen           | Beatrice Nedberge Llano                         |
| World Athletics Rankings | 1      | Polen              | Malwina Kopron                                  |
| World Athletics Rankings | 1      | Schweden           | Thea Löfman                                     |
| World Athletics Rankings | 1      | Ukraine            | Iryna Klymez                                    |
| World Athletics Rankings | 1      | Ungarn             | Réka Gyurátz                                    |
| World Athletics Rankings | 1      | Venezuela          | Rosa Rodríguez                                  |
| Gesamt                   | 32     |                    |                                                 |

#### Speerwurf
| Olympianorm              | Plätze | Nation             | Qualifizierte Athletinnen          |
| ------------------------ | ------ | ------------------ | ---------------------------------- |
| 64,00 m                  | 1      | Australien         | Mackenzie Little                   |
| 64,00 m                  | 1      | Bahamas            | Rhema Otabor                       |
| 64,00 m                  | 1      | Japan              | Haruka Kitaguchi                   |
| 64,00 m                  | 1      | Kolumbien          | Flor Ruíz                          |
| 64,00 m                  | 1      | Lettland           | Līna Mūze-Sirmā                    |
| 64,00 m                  | 1      | Österreich         | Victoria Hudson                    |
| 64,00 m                  | 1      | Serbien            | Adriana Vilagoš                    |
| 64,00 m                  | 1      | Vereinigte Staaten | Maggie Malone                      |
| World Athletics Rankings | 2      | Australien         | Kelsey-Lee Barber Kathryn Mitchell |
| World Athletics Rankings | 2      | China              | Dai Qianqian Lü Huihui             |
| World Athletics Rankings | 2      | Tschechien         | Nikola Ogrodníková Petra Sičaková  |
| World Athletics Rankings | 2      | Japan              | Marina Saitō Momone Ueda           |
| World Athletics Rankings | 1      | Brasilien          | Jucilene de Lima                   |
| World Athletics Rankings | 1      | Kolumbien          | María Lucelly Murillo              |
| World Athletics Rankings | 1      | Kroatien           | Sara Kolak                         |
| World Athletics Rankings | 1      | Finnland           | Anni-Linnea Alanen                 |
| World Athletics Rankings | 1      | Deutschland        | Christin Hussong                   |
| World Athletics Rankings | 1      | Griechenland       | Elina Tzengko                      |
| World Athletics Rankings | 1      | Indien             | Annu Rani                          |
| World Athletics Rankings | 1      | Lettland           | Anete Sietiņa                      |
| World Athletics Rankings | 1      | Litauen            | Liveta Jasiūnaitė                  |
| World Athletics Rankings | 1      | Neuseeland         | Tori Peeters                       |
| World Athletics Rankings | 1      | Norwegen           | Marie-Therese Obst                 |
| World Athletics Rankings | 1      | Polen              | Maria Andrejczyk                   |
| World Athletics Rankings | 1      | Südafrika          | Jo-Ane van Dyk                     |
| World Athletics Rankings | 1      | Spanien            | Yulenmis Aguilar                   |
| World Athletics Rankings | 1      | Sri Lanka          | Dilhani Lekamge                    |
| World Athletics Rankings | 1      | Türkei             | Eda Tuğsuz                         |
| Gesamt                   | 32     |                    |                                    |

## Mehrkampf

### Männer Zehnkampf
| Olympianorm              | Plätze | Nation             | Qualifizierte Athleten                      |
| ------------------------ | ------ | ------------------ | ------------------------------------------- |
| 8460 Punkte              | 3      | Estland            | Johannes Erm Janek Õiglane Karel Tilga      |
| 8460 Punkte              | 3      | Vereinigte Staaten | Heath Baldwin Harrison Williams Zach Ziemek |
| 8460 Punkte              | 2      | Deutschland        | Niklas Kaul Leo Neugebauer                  |
| 8460 Punkte              | 2      | Norwegen           | Markus Rooth Sander Skotheim                |
| 8460 Punkte              | 1      | Frankreich         | Makenson Gletty                             |
| 8460 Punkte              | 1      | Kanada             | Damian Warner                               |
| 8460 Punkte              | 1      | Grenada            | Lindon Victor                               |
| 8460 Punkte              | 1      | Niederlande        | Sven Roosen                                 |
| 8460 Punkte              | 1      | Puerto Rico        | Ayden Owens-Delerme                         |
| World Athletics Rankings | 2      | Australien         | Daniel Golubovic Ashley Moloney             |
| World Athletics Rankings | 1      | Bahamas            | Ken Mullings                                |
| World Athletics Rankings | 1      | Brasilien          | José Santana                                |
| World Athletics Rankings | 1      | Deutschland        | Till Steinforth                             |
| World Athletics Rankings | 1      | Niederlande        | Rik Taam                                    |
| World Athletics Rankings | 0      | Schweiz            | Simon Ehammer (verzichtet)                  |
| World Athletics Rankings | 1      | Spanien            | Jorge Ureña                                 |
| Gesamt                   | 22     |                    |                                             |

### Frauen Siebenkampf
| Olympianorm              | Plätze | Nation             | Qualifizierte Athletinnen         |
| ------------------------ | ------ | ------------------ | --------------------------------- |
| 6480 Punkte              | 2      | Belgien            | Nafissatou Thiam Noor Vidts       |
| 6480 Punkte              | 2      | Niederlande        | Emma Oosterwegel Anouk Vetter     |
| 6480 Punkte              | 1      | Frankreich         | Auriana Lazraq-Khlass             |
| 6480 Punkte              | 1      | Großbritannien     | Katarina Johnson-Thompson         |
| 6480 Punkte              | 1      | Polen              | Adrianna Sułek                    |
| 6480 Punkte              | 1      | Schweiz            | Annik Kälin                       |
| 6480 Punkte              | 1      | Vereinigte Staaten | Anna Hall                         |
| World Athletics Rankings | 2      | Australien         | Camryn Newton-Smith Tori West     |
| World Athletics Rankings | 2      | Deutschland        | Carolin Schäfer Sophie Weißenberg |
| World Athletics Rankings | 2      | Ungarn             | Xénia Krizsán Rita Nemes          |
| World Athletics Rankings | 2      | Vereinigte Staaten | Taliyah Brooks Chari Hawkins      |
| World Athletics Rankings | 1      | Finnland           | Saga Vanninen                     |
| World Athletics Rankings | 1      | Großbritannien     | Jade O’Dowda                      |
| World Athletics Rankings | 1      | Irland             | Kate O’Connor                     |
| World Athletics Rankings | 1      | Italien            | Sveva Gerevini                    |
| World Athletics Rankings | 1      | Kolumbien          | Martha Araújo                     |
| World Athletics Rankings | 1      | Niederlande        | Sofie Dokter                      |
| Gesamt                   | 23     |                    |                                   |

## Staffeln

### Männer

#### 4 × 100 m
| Qualifikationswettbewerb                           | Plätze | Qualifizierte Staffeln                                                          |
| -------------------------------------------------- | ------ | ------------------------------------------------------------------------------- |
| World Athletics Relays 2024 1. Qualifikationsrunde | 8      | China Frankreich Großbritannien Italien Jamaika Japan Kanada Vereinigte Staaten |
| World Athletics Relays 2024 2. Qualifikationsrunde | 6      | Australien Deutschland Ghana Liberia Nigeria Südafrika                          |
| Weltrangliste (30. Juni 2024)                      | 2      | Brasilien Niederlande                                                           |
| Gesamt                                             | 16     | 16                                                                              |

#### 4 × 400 m
| Qualifikationswettbewerb                           | Plätze | Qualifizierte Staffeln                                                      |
| -------------------------------------------------- | ------ | --------------------------------------------------------------------------- |
| World Athletics Relays 2024 1. Qualifikationsrunde | 8      | Belgien Botswana Deutschland Großbritannien Italien Japan Nigeria Südafrika |
| World Athletics Relays 2024 2. Qualifikationsrunde | 6      | Brasilien Indien Polen Spanien Trinidad und Tobago Vereinigte Staaten       |
| Weltrangliste (30. Juni 2024)                      | 2      | Frankreich Sambia                                                           |
| Gesamt                                             | 16     | 16                                                                          |

### Frauen

#### 4 × 100 m
| Qualifikationswettbewerb                           | Plätze | Qualifizierte Staffeln                                                                       |
| -------------------------------------------------- | ------ | -------------------------------------------------------------------------------------------- |
| World Athletics Relays 2024 1. Qualifikationsrunde | 8      | Australien Deutschland Frankreich Großbritannien Kanada Niederlande Polen Vereinigte Staaten |
| World Athletics Relays 2024 2. Qualifikationsrunde | 6      | Elfenbeinküste Italien Jamaika Nigeria Schweiz Trinidad und Tobago                           |
| Weltrangliste (30. Juni 2024)                      | 2      | Spanien Belgien                                                                              |
| Gesamt                                             | 16     | 16                                                                                           |

#### 4 × 400 m
| Qualifikationswettbewerb                           | Plätze | Qualifizierte Staffeln                                                            |
| -------------------------------------------------- | ------ | --------------------------------------------------------------------------------- |
| World Athletics Relays 2024 1. Qualifikationsrunde | 8      | Frankreich Großbritannien Irland Italien Kanada Norwegen Polen Vereinigte Staaten |
| World Athletics Relays 2024 2. Qualifikationsrunde | 6      | Belgien Indien Jamaika Niederlande Schweiz Spanien                                |
| Weltrangliste (30. Juni 2024)                      | 2      | Deutschland Kuba                                                                  |
| Gesamt                                             | 16     | 16                                                                                |

### Mixed

#### 4 × 400 m
| Qualifikationswettbewerb                           | Plätze | Qualifizierte Staffeln                                                                         |
| -------------------------------------------------- | ------ | ---------------------------------------------------------------------------------------------- |
| World Athletics Relays 2024 1. Qualifikationsrunde | 8      | Belgien Dominikanische Republik Frankreich Irland Niederlande Nigeria Polen Vereinigte Staaten |
| World Athletics Relays 2024 2. Qualifikationsrunde | 6      | Bahamas Deutschland Großbritannien Jamaika Schweiz Ukraine                                     |
| Weltrangliste (30. Juni 2024)                      | 2      | Italien Kenia                                                                                  |
| Gesamt                                             | 16     | 16                                                                                             |